# Canal du Midi
Der Canal du Midi („Kanal des Südens“) verbindet Toulouse mit dem Mittelmeer bei Sète. Seine ursprüngliche Bezeichnung lautete Canal royal en Languedoc („Königlicher Kanal im Languedoc“).
Der Kanal ist 240 km lang und verläuft über den Bergsattel zwischen den Pyrenäen und dem französischen Zentralmassiv. Von Toulouse aus führt er in südöstlicher Richtung zunächst aufwärts bis zur Scheitelhaltung von Naurouze (Seuil oder Col de Naurouze, deutsch „Schwelle von Naurouze“) im Lauragais, dann abwärts in Richtung Mittelmeer nach Carcassonne. Hier ändert er seinen Verlauf auf Nordost bis Ost, erreicht Béziers, den Heimatort seines Erbauers Pierre-Paul Riquet, passiert danach die Stadt Agde und mündet schließlich in den Étang de Thau. Nach Überquerung der Lagune erreichen die Schiffe, die den Kanal benutzen, die Stadt Sète am Mittelmeer.
Der Kanal wurde 1681 fertiggestellt. Seine damalige Fortsetzung über Bordeaux zum Atlantik war der Fluss Garonne; später wurde der Canal latéral à la Garonne (deutsch „Garonne-Seitenkanal“) erbaut. Ebenfalls später entstand eine direktere Verbindung zum Mittelmeer. Diese zweigt bei etwa zwei Dritteln des Weges zwischen Carcassonne und Béziers in den Canal de Jonction ab und führt weiter durch den Canal de la Robine, an dem Narbonne liegt.
Seit 1996 gehört der Canal du Midi zum UNESCO-Weltkulturerbe.

## Geschichte

### Allgemeines

Karte des Kanalverlaufs: Der Zweig über Narbonne zum Mittelmeer wurde erst nach Riquet erbaut.

Ein Wasserweg zwischen der Atlantikküste und der französischen Mittelmeerküste wurde schon lange vor dem Bau als wünschenswert angesehen, um den langen und beschwerlichen Weg rund um die Iberische Halbinsel zu vermeiden. Die Entfernung zwischen der Gironde am Atlantik und dem Mittelmeer beträgt in Luftlinie nur etwa 500 Kilometer. Davon waren rund zwei Drittel, die Garonne und ihr Mündungstrichter Gironde zwischen Toulouse und Atlantik, bereits schiffbar. Der Seeweg rund um die Iberische Halbinsel beträgt mehr als 3.000 Kilometer. Diese Reise erforderte hochseetaugliche Schiffe. Vor der spanischen und portugiesischen Küste war man oftmals der Piraterie ausgesetzt. Und schließlich musste die von Spanien kontrollierte Straße von Gibraltar passiert werden, was unter Umständen – je nach politischer Lage – schwierig oder kostspielig war.

### Vorgeschichte
Schon in der Antike, zur Zeit des Kaisers Augustus, hatten die Römer den Bau eines Kanals in Südfrankreich zwischen Mittelmeer und Atlantik erwogen. Um ihre Provinz Gallia Narbonensis zu erreichen, legten sie bereits ein etwa 20 km langes, vom Mittelmeer ausgehendes Stück als Meereskanal an, Teil des heutigen Canal de la Robine. Auch im Mittelalter wurden Überlegungen angestellt, an denen auch Leonardo da Vinci beteiligt war. Diese Projekte wurden vor allem deshalb nicht in Angriff genommen, weil die Versorgung des Kanals mit Wasser nicht möglich schien. Die Scheitelstelle eines möglichen Kanals im Languedoc läge in einem Gebiet, in dem keine ausreichende Menge natürlicher Gewässer vorhanden wäre, um den Wasserverbrauch bei den Schleusenvorgängen und durch natürliche Wasserverluste auszugleichen. Die vom Scheitel wegfließenden Flüsse Hers und Fresquel sind auch in ihren Unterläufen im Sommer nicht schiffbar, was den Kanal erheblich verlängern würde. Erst im 17. Jahrhundert erkannte man, dass sich genug Wasser aus dem regenreichen, nicht allzu weit entfernten Gebiet der Montagne Noire zur Scheitelstelle heranführen ließe. Und man war auch in der Lage, die hohen Kosten für einen relativ langen Kanal, der zudem noch Kreuzungsbauwerke mit Hers und Fresquel benötigte, aufzubringen.

### Der Bau des Kanals durch Riquet

#### Planung und Bauantrag an den König

Karte des Kanals, Streckenverlauf und einige Detailskizzen

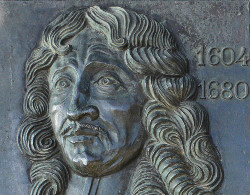
Pierre-Paul Riquet

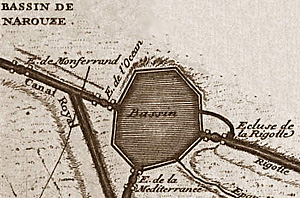
Das Speicherbecken Naurouze (Druckgrafik, 1697)

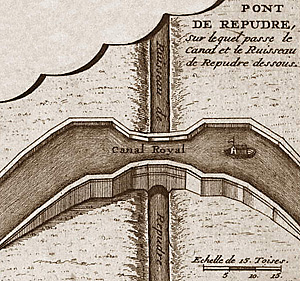
Die Kanalbrücke Pont de Répudre (Druckgrafik, 1697)

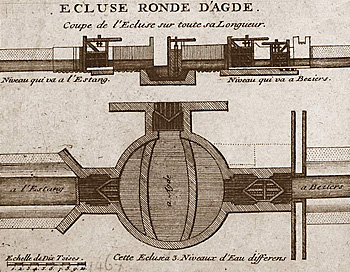
Die runde Schleuse von Agde, oben der dritte Kanalanschluss (Druckgrafik, 1697)

Heinrich IV. und sein Minister Sully hatten wegen der baulichen und geografischen Schwierigkeiten einem Kanal zwischen Mittelmeer und Atlantik keine Priorität eingeräumt, sondern einen Kanal zwischen Loire und Seine favorisiert. Durch den Bau dieses Canal de Briare 1642 wurde auch der Nachweis erbracht, dass der Übergang von einem Tal in ein anderes mittels eines Kanals grundsätzlich möglich ist. Der 1609 in Béziers geborene Salzsteuereinnehmer Pierre-Paul Riquet interessierte sich seit seiner Jugend für den Bau eines Kanals durch das Languedoc. Er studierte den Canal de Briare gründlich. Vor allem aber war er es, der das notwendige Wasser für „seinen Kanal“ im südwestlichen Teil der Montagne Noire fand und schließlich zum Seuil de Naurouze, der sich als tiefste Stelle im Übergang zwischen Mittelmeer und Atlantik für die Scheitelhaltung des zukünftigen Kanals anbot, heranführte. Alle für das Vorhaben notwendigen technischen und wissenschaftlichen Kenntnisse eignete er sich im Selbststudium an. In langjähriger Arbeit entwarf er den Kanal und alle notwendigen technischen Bauwerke. Auf seinem Landsitz Bonrepos östlich von Toulouse fertigte er ein nahezu vollständiges und funktionierendes Modell des Kanals und aller Bauwerke an. Im Jahr 1662 präsentierte er seine Pläne dem französischen Finanzminister Jean-Baptiste Colbert. Dieser berief eine Expertenkommission ein, die den Kanalbau unter der Einschränkung befürwortete, dass der für den Kanalbetrieb notwendige Wasserzufluss aus der Montagne Noire zum vorgesehenen Kanalscheitel bei Naurouze erst praktisch bewiesen werden müsse. Riquet bewies im Jahr 1665 durch den Bau einer schmalen Proberinne aus der Gegend von Revel nach Naurouze die Funktionsfähigkeit der Idee. Die Kosten hierfür trug er aus eigenem Vermögen. Ein weiteres Jahr verging, bis die Verteilung der Baukosten und die künftigen Eigentumsverhältnisse geklärt waren.
Am 7. Oktober 1666 erließ der französische König Ludwig XIV. das Edikt über den Bau eines Kanals zwischen den beiden Meeren, der damals als Canal Royal bekannt wurde.
In der Präambel diese Edikts erklärte Ludwig XIV., warum er vom Erfolg diese Projekts überzeugt war:

« Bien que la proposition qui nous a été faite pour joindre la mer Océane à la Médirerranée par un canal de transnavigation, et d'ouvrir un nouveau port (celui de Cette) sur les côtes de notre province de Languedoc, ait paru si extraordinaire aux siècles passés, que les princes les plus courageux et les nations qui nous ont laissé les plus belles marques, à la postérité, d'un infatigable travail, aient été étonnés de la grandeur de l'entreprise et n'en aient pu concevoir la possibilité; néanmoins, comme les desseins élevés sont les plus dignes des courages magnanimes, et qu'étant considérés avec prudence, ils sont ordinairement exécutés avec succès, aussi la réputation de l'entrepreneur, et les avantages infinies que l'on nous a représenté pouvoir réussir au commerce de la jonction des deux mers, nous ont persuadé que c'était un grand ouvrage de paix, bien digne de notre application et nos soins, capable de perpéuer aux siècles à venir la mémoire de son auteur, et s'y marquer la grandeur, l'abondance et la félicité de notre règne. »

„Obwohl der uns unterbreitete Vorschlag, den Ozean mit dem Mittelmeer durch einen Transnavigationskanal zu verbinden und einen neuen Hafen (den von Cette) an den Küsten unserer Provinz Languedoc zu eröffnen, in den vergangenen Jahrhunderten so außergewöhnlich erschien, dass die mutigsten Fürsten und die Nationen, die uns die schönsten Spuren einer unermüdlichen Arbeit hinterlassen haben, erstaunt wären über die Größe des Unternehmens und sich die Möglichkeit nicht vorstellen könnten; da jedoch erhabene Entwürfe am meisten großmütigen Mutes verdienen und wenn sie mit Vorsicht betrachtet werden, können sie in der Regel mit Erfolg ausgeführt werden, so wie der Ruf des Unternehmers und die unendlichen Vorteile, von denen man uns berichtet hat, dass sie erreicht werden können durch die Verbindung der beiden Meere, haben uns davon überzeugt, dass es ein großartiges Werk des Friedens wäre, das unserer Zuwendung und unserer Sorgfalt würdig ist, das in der Lage ist, das Gedächtnis seines Autors für die kommenden Jahrhunderte zu bewahren und die Größe, Fülle und Glückseligkeit unserer Herrschaft hervorzuheben.“

#### Bau der Wasserversorgung
Im Januar 1667 begannen die ausgedehnteren Arbeiten an der Wasserversorgung für die Scheitelhaltung. Das Wasser wurde aus den etwa 30 Kilometer entfernten Hügeln der Montagne Noire herangeholt. Einige nach Süden fließende Bäche – beginnend mit der Alzeau – wurden gestaut und ihr Wasser gemeinsam in einem höhenlinienparallelen, die Bäche kreuzenden Graben (Rigole de la Montagne Noire) in den nach Westen fließenden Sor eingeleitet. Bei Revel wurde es dem Sor wieder entnommen und durch einen Kanal (Rigole de la Plaine) bis zum Scheitel von Naurouze geführt. Dort wurde mit dem Wasser ein achteckiges Bassin gefüllt.
In der Nähe von Revel entstand das als Talsperre angelegte Reservoir von Saint-Ferréol, das mit einem Volumen von sieben Millionen Kubikmetern Wasser das damals größte Ingenieurbauwerk Europas war. Es staut den Bach Laudot, dessen Wasser nur zum Ausgleich in trockenen Sommern vorgesehen war. Sein Wasser kann die Rigole de la Plaine speisen.

#### Erste Bauetappe zwischen Toulouse und Trèbes
Im Herbst 1667 begannen bei Toulouse die Arbeiten am eigentlichen Kanal. Bereits vier Jahre später ging der 52 Kilometer lange westliche Teil des Kanals zwischen Toulouse und dem Scheitel bei Naurouze in Betrieb. 1674 führte der Kanal bis Castelnaudary.
Der erste Bauabschnitt, für den Riquet autorisiert war, reichte von Toulouse über Naurouze bis Trèbes. Bei Trèbes trifft der Kanal direkt auf die Aude, die man anfangs schiffbar machen wollte. Riquet hatte jedoch diese Möglichkeit schon verworfen, bevor der Kanal Trèbes erreichte. Zudem erhielt er auch schon 1668 den Auftrag für einen weiteren Kanalabschnitt von Trèbes bis zum Étang de Thau.

#### Zweite Bauetappe zwischen Trèbes und Étang de Thau

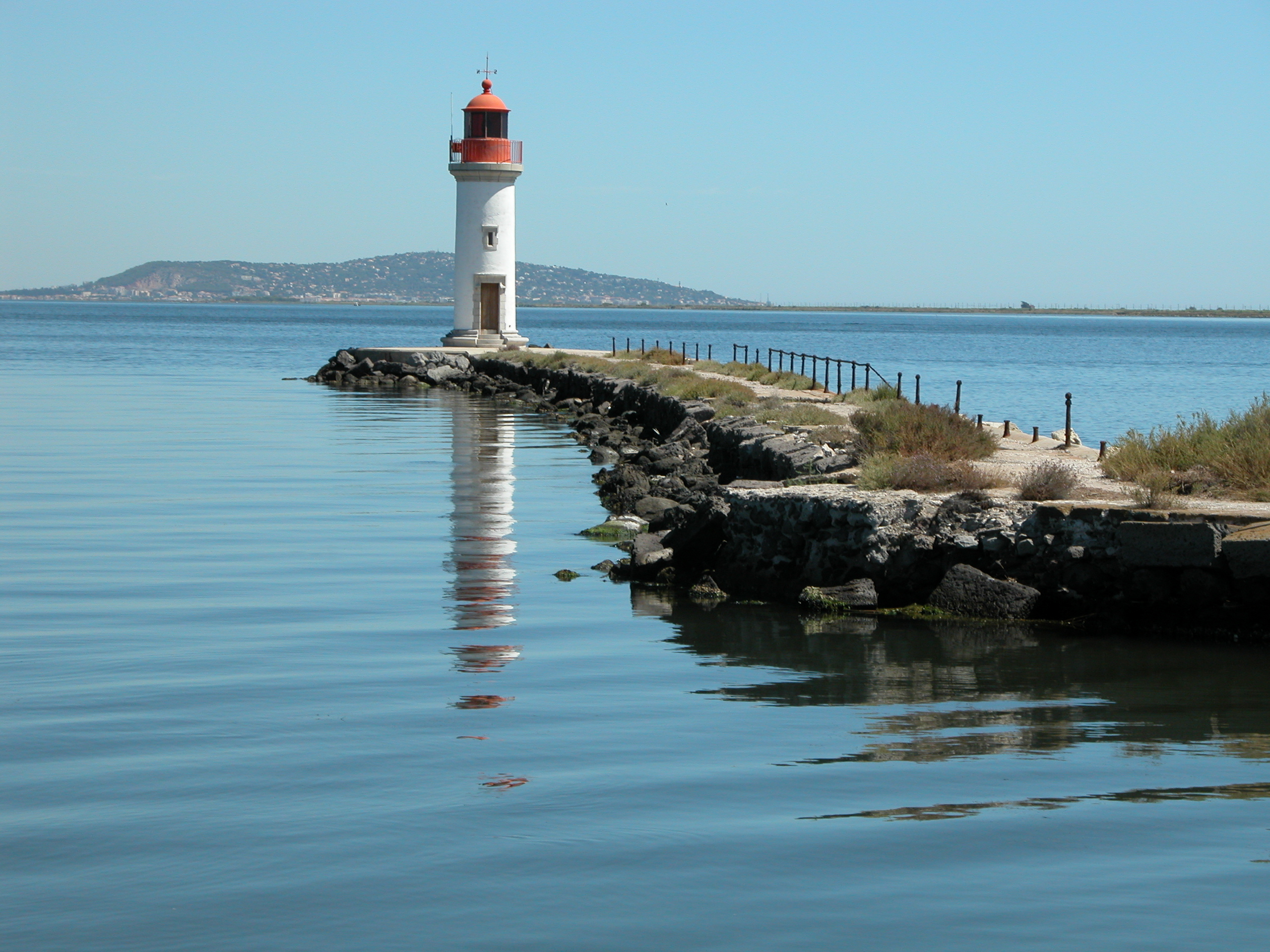
Mündung des Canal du Midi in den Étang de Thau bei Marseillan

Eine kürzere Verbindung zum Mittelmeer hätte über Narbonne oder zur Mündung der Aude geführt; diese wurde von Riquet selbst dann noch erwogen, als Narbonne schon wegen der Errichtung eines neuen Seehafens durch den Staat („Port Royal“, etwa 1664) bereits verworfen worden war. Der genaue Zeitpunkt und die genauen Gründe, warum Riquet davon abkam, sind nicht bekannt. Die noch offene Wahl für Sète oder Agde als Ort des neuen Seehafens beeinflusste er für Sète mit dem Angebot, „seinen“ Kanal in der Nähe von Agde in den Étang de Thau zu leiten, an dessen nördlichem Ende Sète liegt. Der neue Hafen konnte somit nördlicher liegen, was einen künftigen Küstenkanal bis zur Rhône-Mündung verkürzen würde. Städte im Hinterland, wie Beziers, wären von Norden her über den Canal du Midi zu erreichen.
Riquet musste seinerzeit schon mehrere Nachtragskredite beim Staat wegen Baukostenüberschreitungen beantragen. Er kam deshalb, außer bei Colbert, auch in der Region Languedoc in Misskredit. Zu denjenigen, die ihm Verschwendung öffentlicher Gelder vorwarfen, kamen heftige Kritiker aus Narbonne, als feststand, dass der Kanal diese Stadt meiden würde. In ihrer Enttäuschung beschimpften sie Riquet und hofften, dass er die technischen Schwierigkeiten, wie zum Beispiel die Passage zwischen der Aude und der Steilflanke des Berges Pechlaurier, den Tunnel durch den Hügel Ensérune (Tunnel de Malpas) oder die Schleusentreppe bei Béziers (Fonserannes), nicht meistern würde.
Der zweite Bauabschnitt wurde von beiden Seiten her in Angriff genommen. Bei Agde wurde der gestaute Fluss Hérault gekreuzt und daneben eine runde Schleuse gebaut, aus der ein Zweigkanal in den Unterlauf des Hérault in die Stadt abzweigt und somit eine weitere Verbindung zum Mittelmeer herstellt. Für die Kreuzung mit dem Fluss Libron wurde eine Einrichtung erstellt, die dessen kurzzeitige Sommerhochwasser über den in dieser Zeit unterbrochenen Kanal führte (heute modernisiert). Für die Kreuzung des Orb bei Béziers war nur ein kleiner Aufstau des Flusses vorgesehen. Der Betrieb zwischen dem Étang de Thau und Béziers konnte schon 1677 aufgenommen werden.
Aus der Gegenrichtung erfolgte die Fertigstellung des Kanals bis Béziers später.
Der nahe Tunnel de Malpas wurde im Jahre 1679 begonnen und 1680 fertiggestellt. Kurz nach Fertigstellung des Tunnels starb Riquet (1. Oktober 1680) und erlebte somit die durch den König selbst veranlasste Inbetriebnahme des gesamten Canal du Midi im Mai 1681 nicht mehr. Seine Söhne führten restliche Bauarbeiten aus und erbten die Rechte zum Betrieb des Kanals.

#### Bauarbeiter und Baufinanzierung
Riquet sen. beschäftigte bis zu 12.000 Arbeiter, darunter auch Frauen. Er behandelte sie sehr gut; er zahlte überdurchschnittliche Löhne und setzte die Lohnzahlung auch im Krankheitsfall oder bei witterungsbedingtem Baustillstand fort. Zu seiner Zeit mussten für den Kanalbau schon mehrere Millionen Kubikmeter Aushubmaterial bewegt werden. Obwohl kaum andere technische Hilfsmittel zur Verfügung standen als Schaufeln, Hacken und Ochsenkarren, erfolgte die Fertigstellung des 240 Kilometer langen Kanals bis zum ersten durchgehenden Probebetrieb 1681 innerhalb von nur 14 Jahren.
Die vom französischen König zur Verfügung gestellten Geldmittel hätten für eine derartig rasche Baudurchführung nicht ausgereicht. 40 Prozent übernahm die königliche Schatulle, weitere 40 Prozent die Provinz. Pierre-Paul Riquet finanzierte den Rest der Kosten selbst, wobei er zunächst sein – durch die Rechte zur Eintreibung der Salzsteuer gewonnenes – Vermögen einsetzte und später erhebliche Schulden aufnahm. Im Gegenzug hatte ihm der König das Privileg auf die Einnahmen aus dem Kanal übertragen. Es wird geschätzt, dass der Bau des Kanals inklusive der Folgearbeiten bis zum 20. Jahrhundert zwischen 15 Millionen und 17,5 Millionen Livre kostete, von denen vier Millionen von Riquet bezahlt wurden. Die späteren Einnahmen amortisierten die Investition aber vollständig. Die Söhne Riquets erbten etwa zwei Millionen Livre Schulden, die sie erst nach längerer Zeit begleichen konnten, das vor allem, weil kostspielige Folgearbeiten anfielen (bis 1727 etwa drei Millionen Livre).

### Bauarbeiten durch Vauban

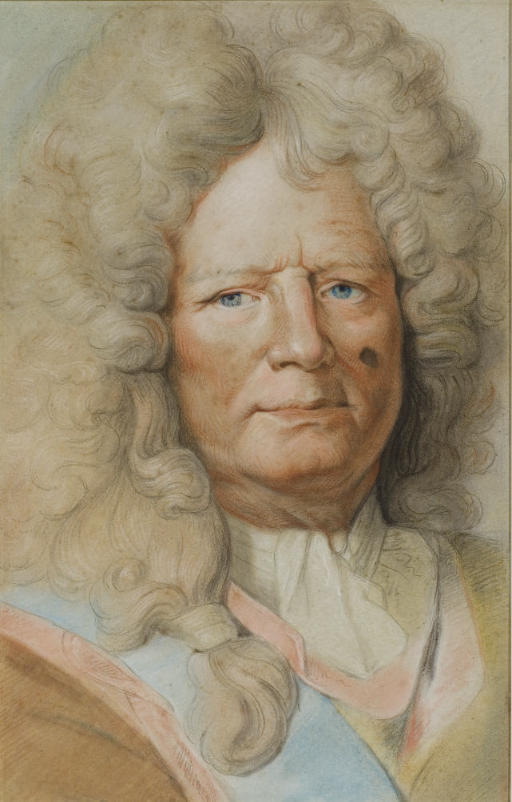
Sébastien de Vauban

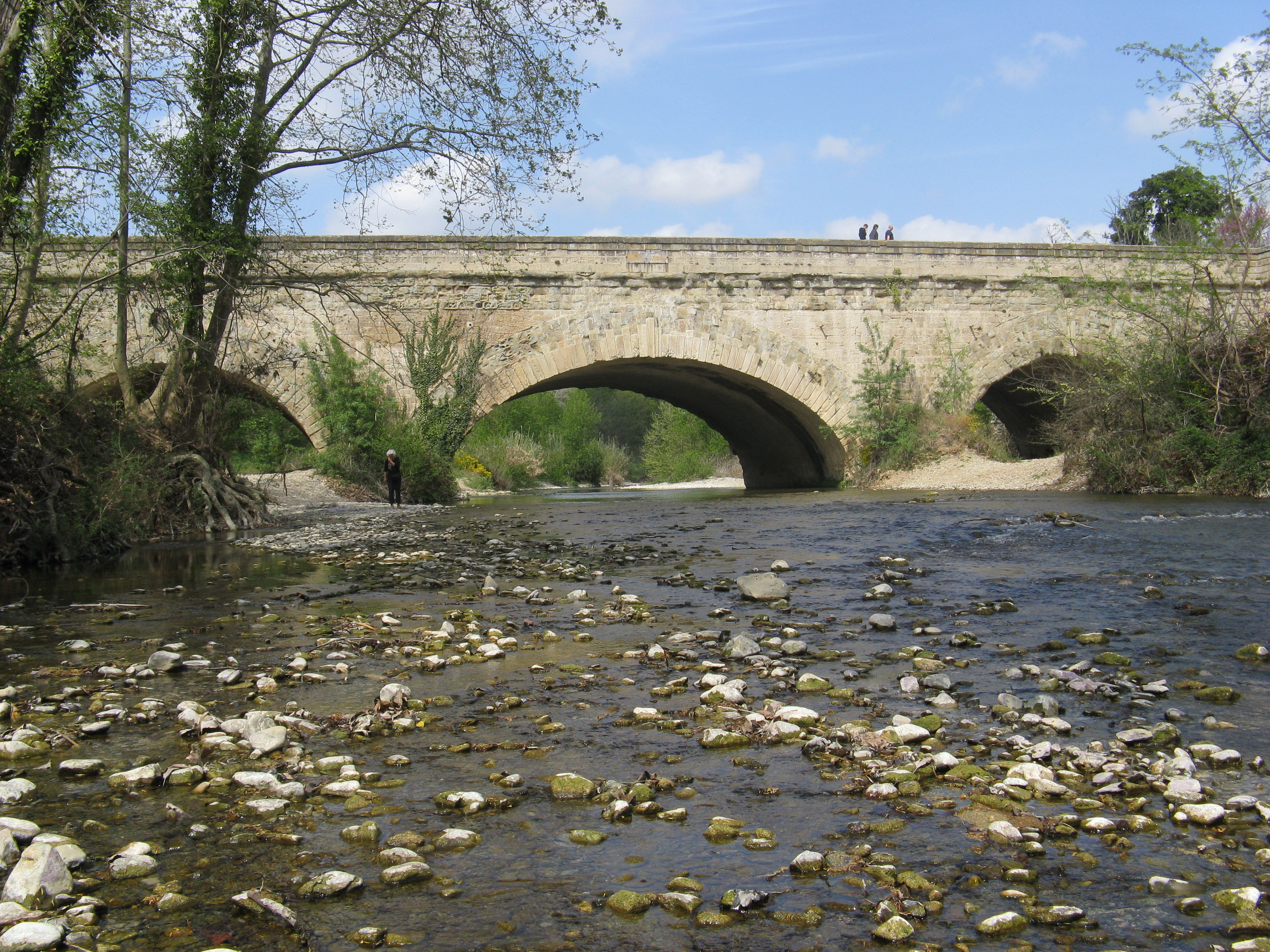
Die von Vauban entworfene Kanalbrücke über die Cesse

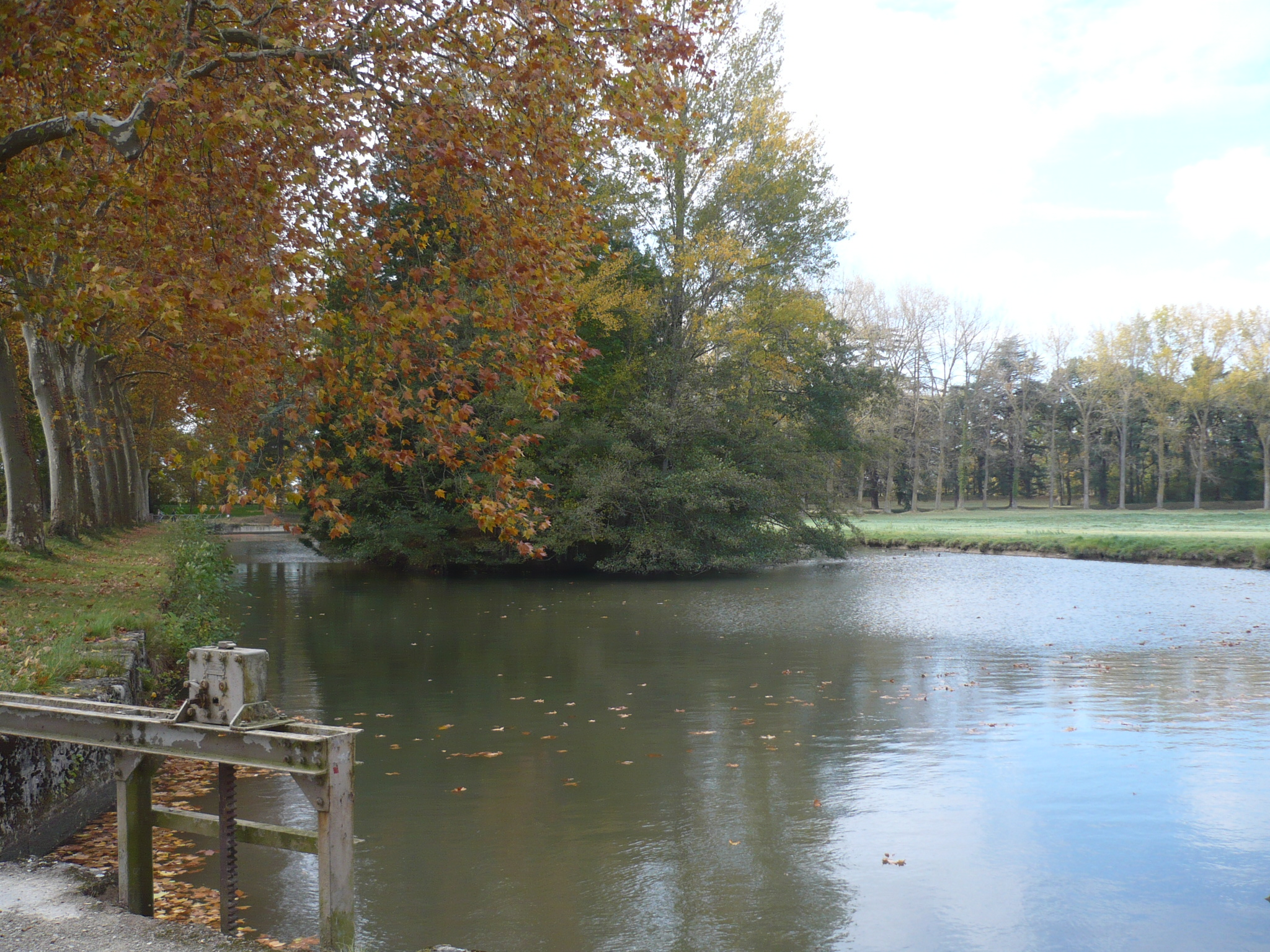
Das Becken von Naurouze ist weitgehend verlandet

Schon einen Monat nach der offiziellen Inbetriebnahme des Kanalabschnittes zwischen Naurouze und Beziers wurde der Kanal im Juni 1681 wieder trockengelegt, um die Mauerarbeiten an mehreren großen Kanal-Bauwerken beenden zu können. Im Dezember 1682 wurde er wieder mit Wasser gefüllt, und die Söhne Riquets erklärten offiziell die Beendigung der Bauarbeiten. Danach wurde der Kanal über die gesamte Länge zweimal durch königliche Inspektoren bereist. Nach der ersten amtlichen Inspektionsreise mussten noch weitere Durchlässe für kleinere Bäche gebaut werden, deren Hochwasser in starken Regenzeiten sonst betriebsgefährdend in den Kanal geflossen wären, bevor im März 1685 die erfolgreiche Beendigung des Kanalbaus amtlich bestätigt wurde.
Als sich im gleichen Jahr viele Anrainer über durch den Kanal verursachte Überschwemmungen beklagten, baten die Riquet-Söhne Jean-Baptiste Colbert, marquis de Seignelay, den neuen Finanzminister des Königs (Colbert war 1683 gestorben), um Hilfe. Dieser veranlasste eine Untersuchung durch den königlichen Festungsbaumeister Sébastien de Vauban, der zwingend notwendige Ergänzungen und Verbesserungen empfahl und durch den Festungsbauingenieur Antoine Niquet ausführen ließ. Die in den Jahren 1686 bis 1694 erfolgten Arbeiten konzentrierten sich auf
- die Verbesserung der Wasserversorgung des Kanals und
- die Vermeidung in den Kanal einfließenden sommerlichen Hochwassers aus den kreuzenden Bächen und Flüssen.[3]

Der Bach Laudot konnte die Talsperre Saint-Ferréol nach einer Trockenperiode erst nach mehreren Monaten wieder füllen; das zur Speicherung des bisher an Saint-Ferréol vorbeigeleiteten Wassers der Rigole de la Montagne vorgesehene achteckige Becken von Naurouze war durch Verlanden schon 1681 unbrauchbar geworden. Deshalb wurde die Rigole de la Montagne direkt in die Talsperre Saint-Ferréol eingeleitet, wofür ein Tunnel bei Cammazes und die Verlängerung der Rigole bis zur Talsperre gebaut wurden. Deren Damm wurde verstärkt und erhöht und damit das Speichervolumen von etwa vier auf über sechs Millionen Kubikmeter erhöht.
Vauban veranlasste den Bau etwa 50 weiterer Durchlässe kleinerer Bäche und von Aquädukten über die Flüsse Cesse und Orbiel. Beide Flüsse wurden zudem zusätzlich gestaut und konnten somit weiteres Wasser in den Kanal einleiten. An den Kreuzungsstellen wurden die Freiborde der Bäche, Flüsse und des Kanals erhöht und begleitende Entwässerungsgräben angelegt. Ein von Vauban entworfenes Aquädukt über den Orb wurde als „zu ehrgeizig und zu teuer“ nicht ausgeführt. Die Kreuzung blieb weiter niveaugleich, war jedoch durch bereits von Vauban durchgeführte Änderungen offensichtlich bei Niedrig- und Hochwasser des Orb weniger störanfällig.
Die baulichen Anpassungen des Kanals durch Vauban wurden 1694 beendet.

### Bauarbeiten im 18. und 19. Jahrhundert
Die Funktion des von Vauban überarbeiteten  Kanals ließ nur noch an den wenigen aus Kostengründen verbliebenen niveaugleichen Kreuzungsstellen mit Wasserläufen zu wünschen übrig. In der Folgezeit wurden auch diese Stellen – mit Ausnahme der Hérault-Kreuzung – mit entsprechenden Bauwerken beseitigt. Weitere Bauarbeiten betrafen Anschlüsse zu anderen Kanälen und eine Verlegung des Canal du Midi über eine kurze Strecke. Obwohl dem von Riquet begonnenen Werk die Tätigkeit noch von mehreren Ingenieur-Generationen über gut 200 Jahren folgte, erscheint der Kanal bis heute wie aus einem „Guss“. Alle Baumeister von Vauban/Niquet (am Ende des 17. Jahrhunderts tätig), über François Garipuy und Bertrand Garipuy (18. Jahrhundert) bis zu Urbain Maguès und Achille Simoneau (Mitte des 19. Jahrhunderts tätig) folgten Riquets Plan und ergänzten ihn nur bei technischen Widrigkeiten.
1787 wurde der vom Canal du Midi abgehende Bau des Canal de Jonction abgeschlossen und damit eine schiffbare Verbindung mit dem bereits bestehenden Canal de la Robine geschaffen. Seitdem kann auch über Narbonne und Port-la-Nouvelle das Mittelmeer erreicht werden. Riquet hatte eine Verzweigung des Kanals wegen des zusätzlichen Wasserverbrauchs in der Zweigstrecke abgelehnt. Folgerichtig wurde jetzt die Lampy-Talsperre (1782 beendet) in der Montagne Noir gebaut, in der zusätzliches Kanalwasser vorrätig gehalten wird. Baumeister für beide Projekte war Garipuy, jun.

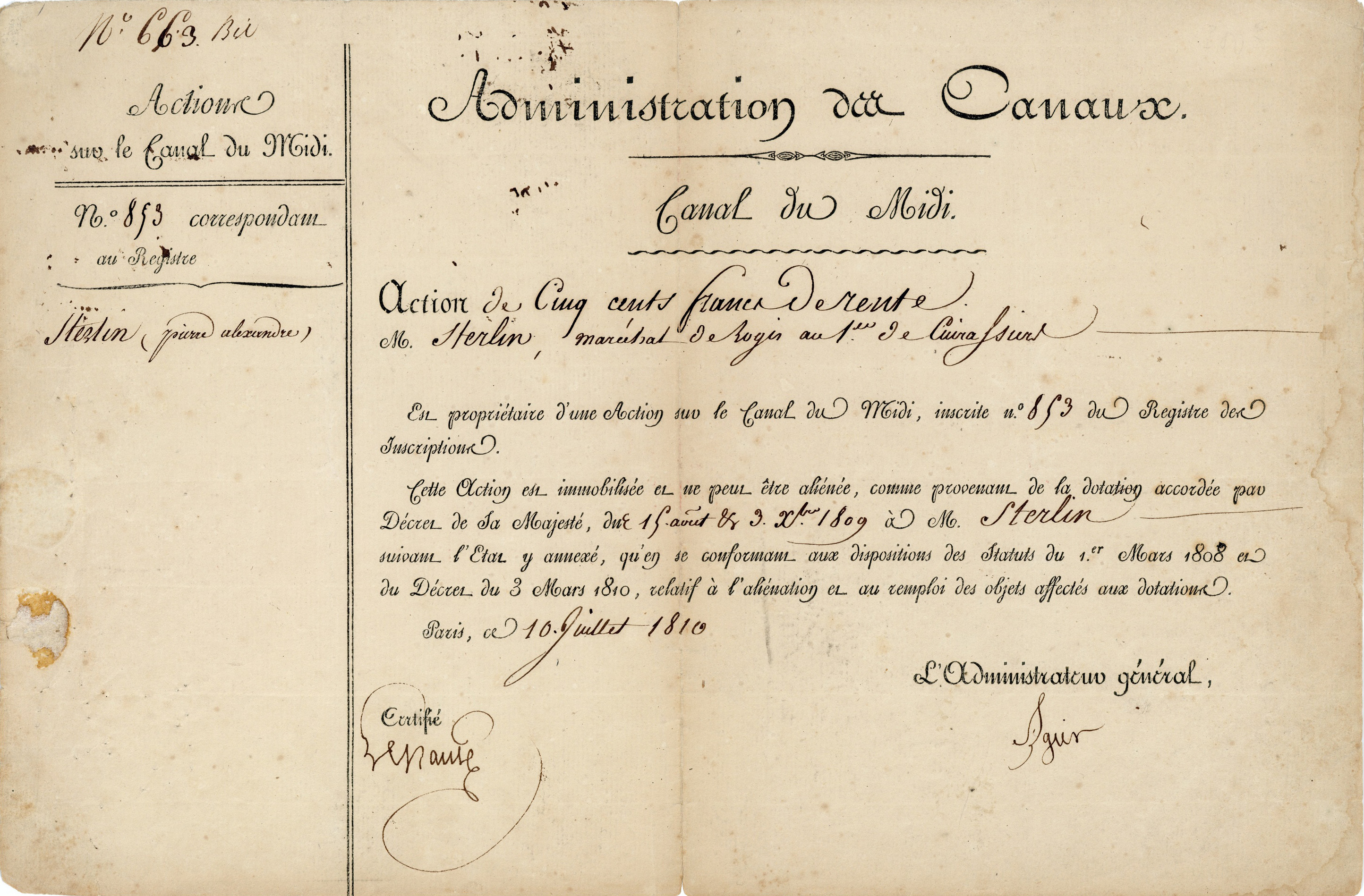
Aktie des Canal du Midi über 500 Francs, ausgestellt in Paris am 10. Juli 1810 auf den Quartiermeister des 1. Kürassierregiments Monsieur Sterlin. Gegründet am 10. März 1810 von Napoleon Bonaparte mit einem Kapital von zehn Millionen Francs, eingeteilt in 1000 Aktien à 10.000 Francs, mit einer festen Jahresdividende von 500 Francs.

Seit 1810 führt der Canal du Midi durch Carcassonne. Bei den Verlegearbeiten entstand auch eine Kanalbrücke über den verlegten Fresquel, dessen Wasser – wie vorher schon – die Speisung des Kanals unterstützt. Zwei verlassene Schleusen (fünf Stufen) wurden durch drei neue Schleusen (vier Stufen) ersetzt. In und am Rand der Stadt entstand je ein Kanalhafen. Das von Garipuy, jun. stammende Projekt wurde 1786 angenommen. Die Bauarbeiten wurden wegen der Französischen Revolution erst 1802 begonnen.
Der relativ leicht zu erstellende (nur eine Schleuse), im Étang de Thau mit dem Canal du Midi verbundene Küstenkanal Canal du Rhône à Sète wurde erst 1777 begonnen und führte zunächst nur bis Aigues-Mortes. Die Fertigstellung bis zur Rhone bei Beaucaire verzögerte sich bis 1828 und erst 1834 war das Problem gelöst, ihn vom Salzwasser des Meeres frei zu halten.
1854 wurde der Bau des Canal latéral à la Garonne, der parallel zum Fluss Garonne von Toulouse bis nach Castets-en-Dorthe (erste Etappe bis Agen) führt, beendet. Mit ihm ist die durchgehende Kanalverbindung vom Atlantik bis zum Mittelmeer verfügbar, deren Name Canal des Deux Mers schon lange vor ihrer Erstellung geprägt war. Vor dem Bau des Canal latéral à la Garonne wurden zwischen Toulouse und dem Atlantik die Garonne und die Gironde benutzt. Die Garonne galt aber im Oberlauf immer als schwierig und unberechenbar.
1827 wurde der Ognon mit einem Aquädukt überbrückt; wegen des geringen Höhenunterschiedes wird der Kanal aber bei extremem Hochwasser unterhalb der dortigen Doppelschleuse zwischen dieser und einem Sperrwehr im Kanal überflossen und ist dann gesperrt.
1858 war auch die Kanalbrücke Béziers über den Orb erstellt und damit eine der letzten störanfälligen Flussdurchquerungen beseitigt. Der Verkehr auf dem Kanal war bis zu diesem Zeitpunkt immer wieder wegen zu geringen oder zu hohen Wasserstands im Fluss für mehrere Tage unterbrochen, so z. B. 17 Tage im Jahr 1797. Baumeister waren M. Maguès und M. Simonneau. Die bisher achtstufige Schleusentreppe von Fonserannes wurde dabei auf sechs Stufen verkürzt. Zwischen den beiden neuen Doppelschleusen auf der anderen Seite des Orb erhielt die Stadt Béziers einen neuen Kanalhafen.

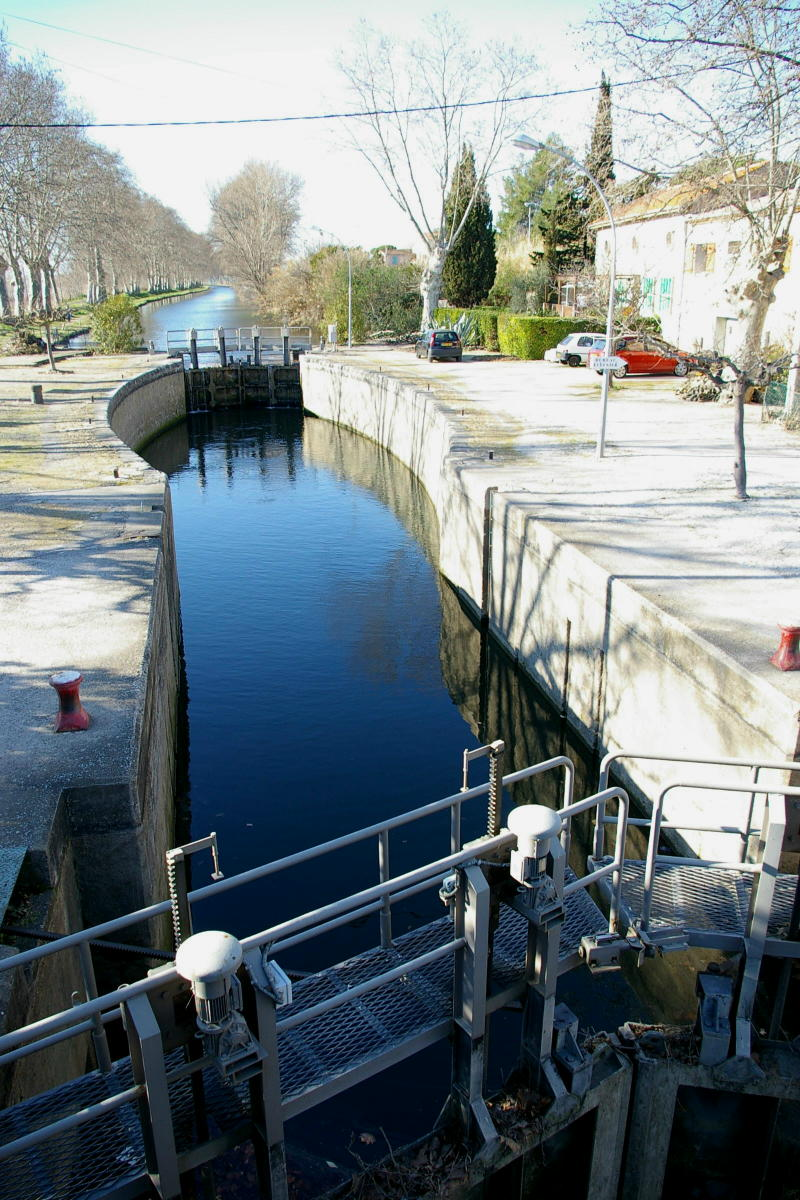
Schleuse Portiragnes, mit geraden Wänden für Freycinet-Péniches verlängert

Der Verkehr auf dem Canal du Midi musste von Beginn an bei seltenem, aber heftigem Hochwasser des kleinen Flusses Libron eingestellt werden. Seit der Inbetriebnahme dieses Kanalabschnitts wurde die jeweils damit einhergehende Verschmutzung des Kanals mit Hilfe einer temporär versenkten Barke, deren Deck als quer stehende breite Rinne ausgeführt war, vermieden. Das heute noch funktionierende Doppelbauwerk mit mehreren schmalen, schnell über den Kanal montierbaren Querrinnen entwarf – wie vorher die Kanalbrücke Béziers – der Baumeister Maguès. Die Verdopplung erlaubt den Schiffsverkehr auch bei Hochwasser des Libron.

### Jüngere Bauarbeiten
Seit 1958 gibt es die vorwiegend als Trinkwasserspeicher vorgesehene Sor-Talsperre bei Cammazes, aus der im Jahr bis zu vier Millionen Kubikmeter Wasser (Gesamtbedarf etwa 90 Millionen Kubikmeter) für den Kanal entnommen werden können.
Am Ende des 20. Jahrhunderts sollte der Kanal für längere Lastschiffe (Freycinet-Péniche: 38,5 m lang, 5,05 m breit) ausgebaut werden. Dieser Plan erwies sich als Fehlentscheidung, da der Schiffsverkehr zur bereits vorhandenen Eisenbahntrasse und der fast parallel geführten Autobahn Autoroute des Deux Mers in Konkurrenz trat. Als das Projekt gestoppt wurde, waren die Schleusen zwischen dem Étang de Thau und Béziers und zwischen Toulouse und Baziège und die des Canals de Jonction und des Canal de la Robine schon vergrößert worden. Die beiden Doppelschleusen Orb und Béziers wurden zu einstufigen Schleusen umgebaut. Die Schleusentreppe in Fonserrannes sollte durch ein Wasserkeilhebewerk (ein Schiffshebewerk) ersetzt werden. Nach Fertigstellung musste es aber bald wieder stillgelegt werden, weil es nicht zufriedenstellend funktionierte.

## Eigentumsverhältnisse
Obwohl der französische König und die Provinz Languedoc den Bau des Kanals mehrheitlich bezahlten, wurde Riquet gemäß der Abmachung mit Louis XIV. praktisch sein Besitzer. Die Söhne Riquets mussten anfänglich Anteile ihres geerbten Eigentums verkaufen, um die unerledigten und noch folgenden Bauarbeiten zu finanzieren. Sie kauften aber alle Anteile später zurück und konnten sich als alleinige Eigentümer behaupten, bevor der König 1715 starb und die Enteignung verlangt wurde. Das Departement Languedoc wollte 1768 den Kanal für nur etwa ein Drittel seiner damaligen Baukosten kaufen, was die Familien Riquet natürlich ablehnten, denn seit etwa 1724 waren sie schuldenfrei und hatten stets steigende Einnahmen. Die Nutzer des Kanals waren auch gegen eine Verstaatlichung des Wasserwegs, woraufhin das Kauf-„Angebot“ des Departements zurückgenommen wurde.
Nach der Französischen Revolution ging der Kanal ins Eigentum der Republik über. Nur der in Frankreich verbliebene Familienzweig der Riquets wurde zunächst für seinen Drittel-Anteil am Kanal abgefunden. Zur Zeit Napoléons wurde dann auch der noch offene Zweidrittel-Anteil des ins Ausland geflohenen Familienzweigs entschädigt. So entstand eine neue Kanalgesellschaft (von der Napoléon 90 % der Anteile für sich und seine neue Aristokratie beanspruchte), die den Kanal schließlich 1858 für 40 Jahre an eine Eisenbahngesellschaft verpachtete. 1898 ging der Kanal wieder ins Eigentum und in die Verwaltung des Staates über.
Seit 1992 hat die Kanalbehörde Voies navigables de France (VNF) die Aufsicht über den Kanal.

## Wirtschaftliche Bedeutung des Kanals

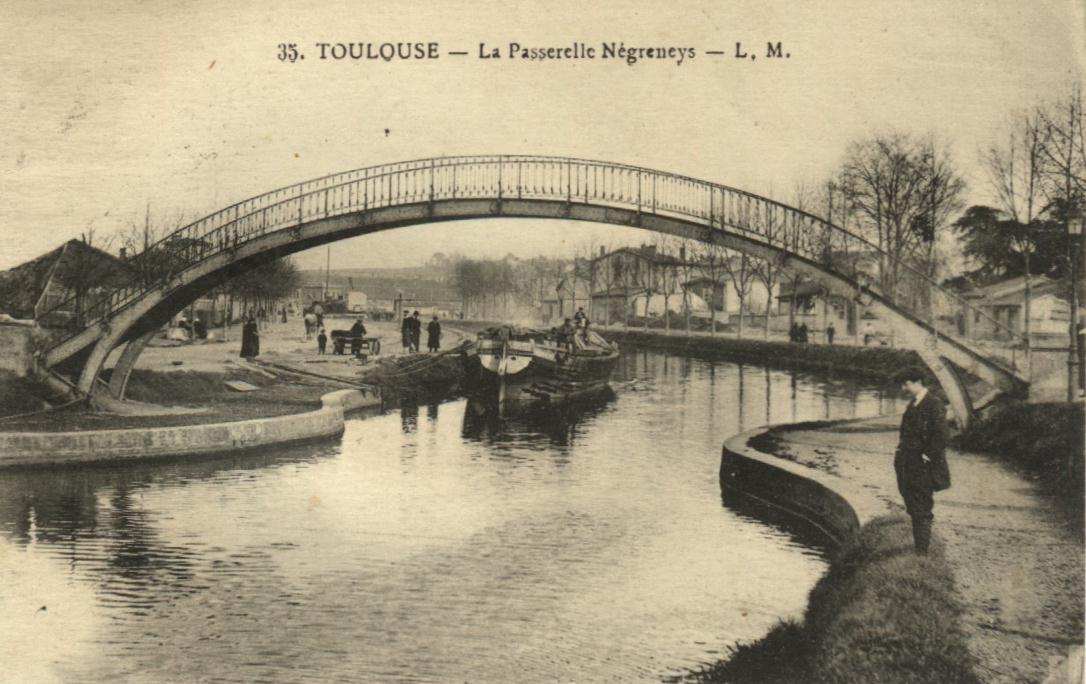
Güterschiff in Négreneys bei Toulouse

Der Canal du Midi „führte den Süden Frankreichs in die Moderne“. Er erschloss regionale Produktionen und Märkte für einen überregionalen Wirtschafts- und Handelsraum. Post- und Personentransporte wurden schneller und bequemer. Handel und Verkehr wuchsen stetig, außer in den Jahren zwischen 1858 und 1898, als der Kanal von einer Eisenbahngesellschaft gemietet war, und während des Zweiten Weltkriegs. Erst am Ende des 20. Jahrhunderts entstand wirkliche Konkurrenz durch die Eisen- und Autobahnen. Da der Kanal in dieser Zeit für den Tourismus bedeutend wurde, blieb er erhalten und fördert in der Form des Fremdenverkehrs weiterhin die Wirtschaft in seiner Region.
Die Eisenbahn bekam bei ihrer Einführung ein hohes Renommée, das auf Kosten der Kanäle ging und sogar dazu führte, dass der Canal du Midi an eine Eisenbahngesellschaft, die Compagnie des chemins de fer du Midi, verpachtet wurde. Die Kanalschiffer und die Angestellten des Kanals empfanden diese Entscheidung „wie einen Totschlag“. Die Eisenbahngesellschaft vernachlässigte den Kanaltransport zu Gunsten des Bahntransportes, der auf einer parallelen Trasse verlief. Der jährliche Kanaltransport wurde schlagartig halbiert (1859 auf etwa 60 Millionen Tonnen·Kilometer), während der Bahntransport schon bald ein Vielfaches davon betrug (1860 etwa 200 Millionen Tonnen·Kilometer zwischen Bordeaux und Sète, 500 Millionen Tonnen·Kilometer im Jahre 1880).
Als der 40-jährige Pachtvertrag auslief, ging der Canal du Midi in den Besitz des französischen Staats über. Er konnte sich jetzt erholen und weiterentwickeln. Erst mit dem Aufkommen der Autobahnen verloren Kanäle endgültig ihre Funktion für Warentransporte. Der französische Staat wollte dennoch in den 1970er Jahren den gesamten Canal des Deux Mers für größere Schiffe ausbauen. 1973 war der Ausbau des Canal latéral à la Garonne beendet, der aber wegen der 1978 fertiggestellten, parallel verlaufenden Autobahn bedeutungslos blieb. Dies führte zum Abbruch der Ausbauarbeiten am Canal du Midi.
In den 1970er Jahren wurde der Canal du Midi für den Fremdenverkehr entdeckt. Er wird seither von immer mehr Touristen mit Sport- und Hausbooten befahren. Dafür sind die vielen nicht vergrößerten alten Schleusen sowie die Öffnungen in den alten Bogenbrücken genügend dimensioniert. Der verhinderte Ausbau für größere Schiffe trug dazu bei, dass der Canal du Midi zum Weltkulturerbe erklärt werden konnte.
Der Canal des Deux Mers (von dem der Canal du Midi ein Teil ist) hatte entgegen seinem Namen nur wenig Einfluss auf die Schifffahrt durch die Straße von Gibraltar. Das Umladen auf die kleinen Kanalschiffe wurde nur während der von England gegen Frankreich zur Zeit von Napoléon verhängten Seeblockade praktiziert.

## Kanalbauwerke

### Schleusen und ein Schiffshebewerk
Die Höhenunterschiede zwischen den Endpunkten des Kanals und seinem Scheitel erfordern eine Vielzahl von Schleusen. Da wiederholt Modifikationen durchgeführt wurden, hat sich ihre Anzahl im Laufe der Zeit immer wieder geändert. Derzeit (2006) sind 63 Schleusenanlagen mit insgesamt 98 Schleusenbecken in Betrieb: 15 Schleusen zwischen Toulouse und dem Scheitel (Anstieg 57 m) und 48 Schleusen zwischen dem Scheitel und dem Étang de Thau (Abstieg 189 m). Im Durchschnitt ist alle 3,8 km eine Schleuse zu passieren. Die kürzeste Distanz zwischen zwei Schleusen beträgt 105 m (unterhalb der Kanalbrücke über den Fresquel), die längste 53,9 km (zwischen Argens und der Schleusentreppe von Fonserannes).

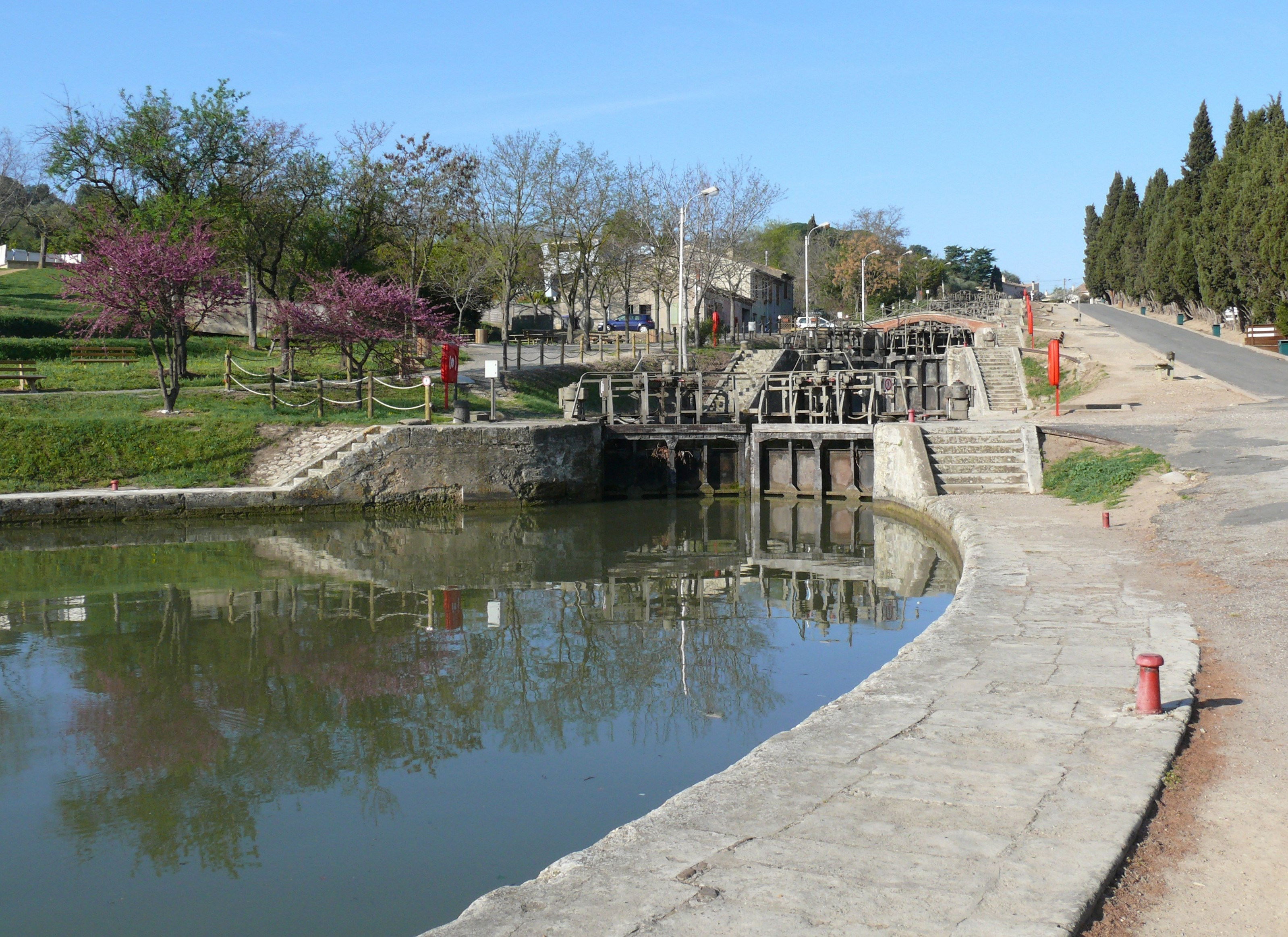
Schleusentreppe von Fonserannes mit
6 Stufen (roter Pfosten bei jedem Tor)

Die Schleusen an diesem Kanal sind Kesselschleusen mit einem ovalen Grundriss, so dass sie trotz schmaler Tore innen für nebeneinander liegende Schiffe breit genug sind. Darüber hinaus bieten die gebogenen Wände eine höhere Stabilität gegen die von außen auf die Mauern drückende Erdlast. Riquet entschied sich für diese Form, nachdem einige der ersten, mit geraden Wänden gemauerten Schleusen eingestürzt waren. Die in den 1970er Jahren an einigen Schleusen vorgenommenen betonierten Verlängerungen sind rechteckig. Erneuerte Schleusen (vorwiegend im Raum von Toulouse) und jüngere Schleusen (z. B. in Béziers, nördlich der Kanalbrücke) sind insgesamt rechteckig betoniert.

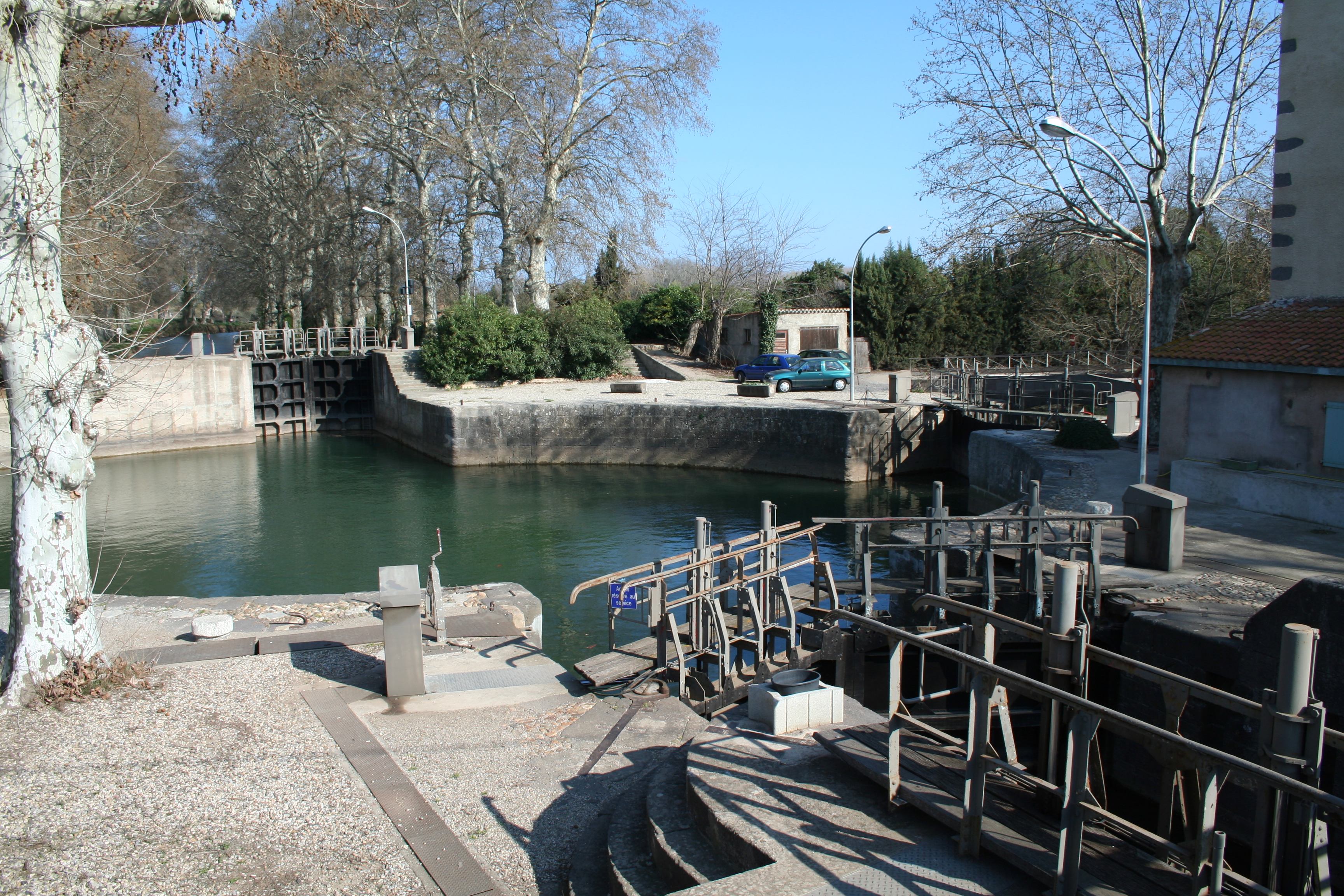
Rundschleuse in Agde mit drei Zugängen

Eine besondere Sehenswürdigkeit ist die sechsstufige (ursprünglich achtsstufige) Schleusentreppe Fonserannes bei Béziers, in der die Schiffe in sechs Etappen um 13,6 Meter gehoben bzw. gesenkt werden. Die Durchfahrt dauert bergwärts rund 45, talwärts 30 Minuten, wobei wechselweise zeitlich begrenzt nur hinauf oder nur hinunter geschleust wird.
Eine ungewöhnliche Schleuse ist die Rundschleuse von Agde, in der die Schiffe um 90 Grad gedreht werden können, um über einen Nebenkanal in die Stadt Agde und über den Fluss Hérault ins Mittelmeer zu gelangen. Im Zuge des in den 1970er Jahren begonnenen Ausbaus des Kanals wurde die Rundschleuse vergrößert. Über etwa ein Viertel der kreisförmigen Einfassung wurde die Kammer erweitert. In diesem Sektor werden die längeren Schiffe gedreht. Die drei Schleusentore sind weitgehend unverändert geblieben. Da der erweiterte Viertel-Sektor ebenfalls kreisförmig begrenzt ist, wurde der runde Charakter der Schleuse durch die Maßnahme kaum gestört.
Von den 63 Schleusen werden 30 automatisch und 33 von Schleusenwärtern betrieben. Die Schleusenwärter wohnen im Allgemeinen an ihrer Schleuse; viele haben ihre Häuser und Grundstücke zu kleinen Schmuckstücken hergerichtet. Sie bieten gelegentlich örtliche Produkte oder selbst angefertigtes Kunsthandwerk zum Kauf an. Wie seinerzeit die Bauarbeiter am Kanal, nennen sich die Schleusenwärter Gens de l’eau.
Eine technische Neuerung war das Wasserkeilhebewerk Fonserannes, das unmittelbar neben der Schleusentreppe von Fonserannes liegt und diese ersetzen sollte. Es war nach seiner Eröffnung im Jahre 1984 nur kurze Zeit in Betrieb; wegen ständiger Defekte und mangelnder Nachfrage wurde es am 11. April 2001 stillgelegt. Ein ähnliches Werk, das Wasserkeilhebewerk Montech, liegt am Canal latéral à la Garonne. Es wurde 1974 erbaut und war bis 2009 in Betrieb.

Schleusen unterschiedlicher Stufenzahl
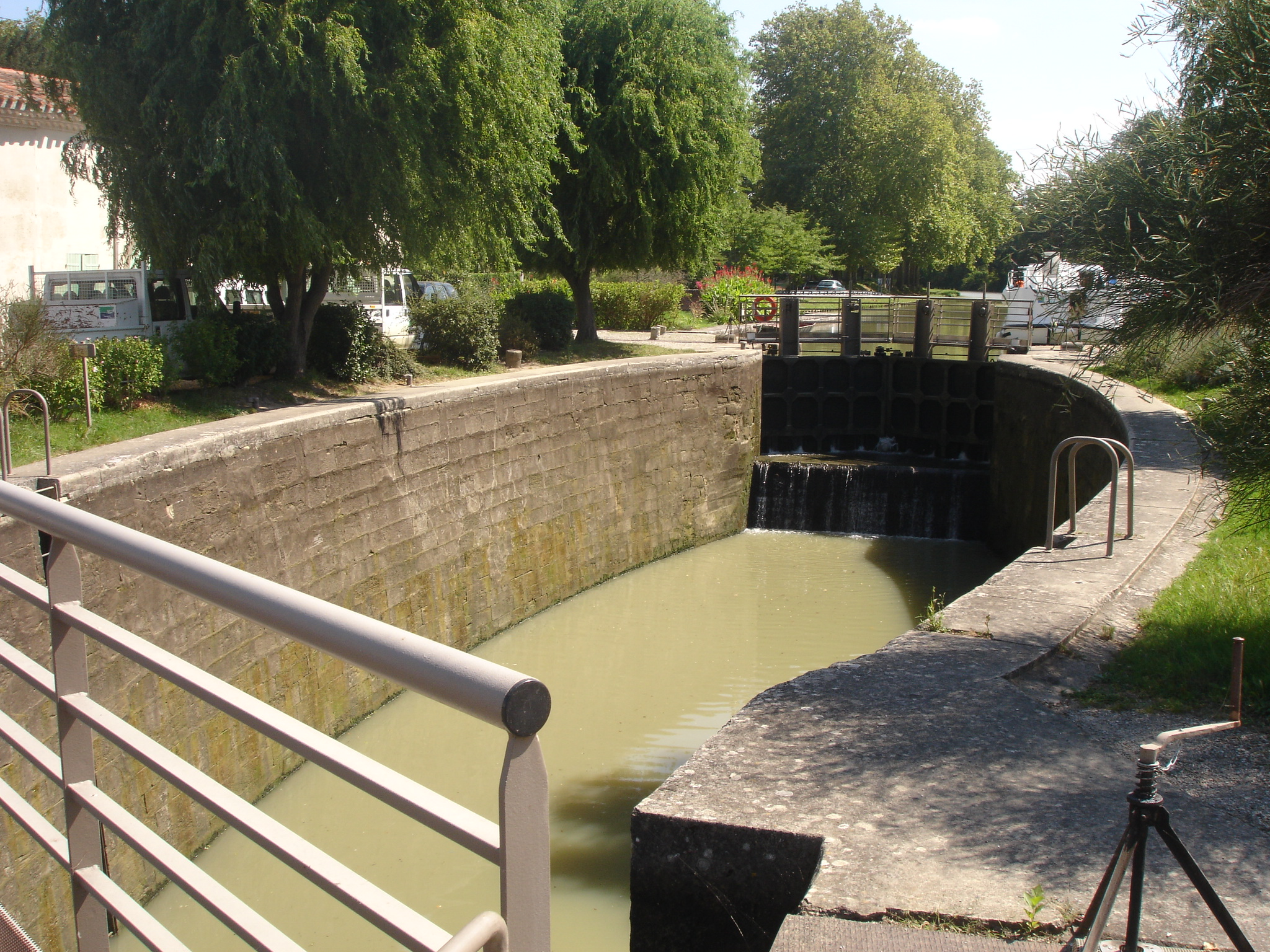
Einstufige Schleuse Négra
Zweistufige Schleuse Pechlaurier
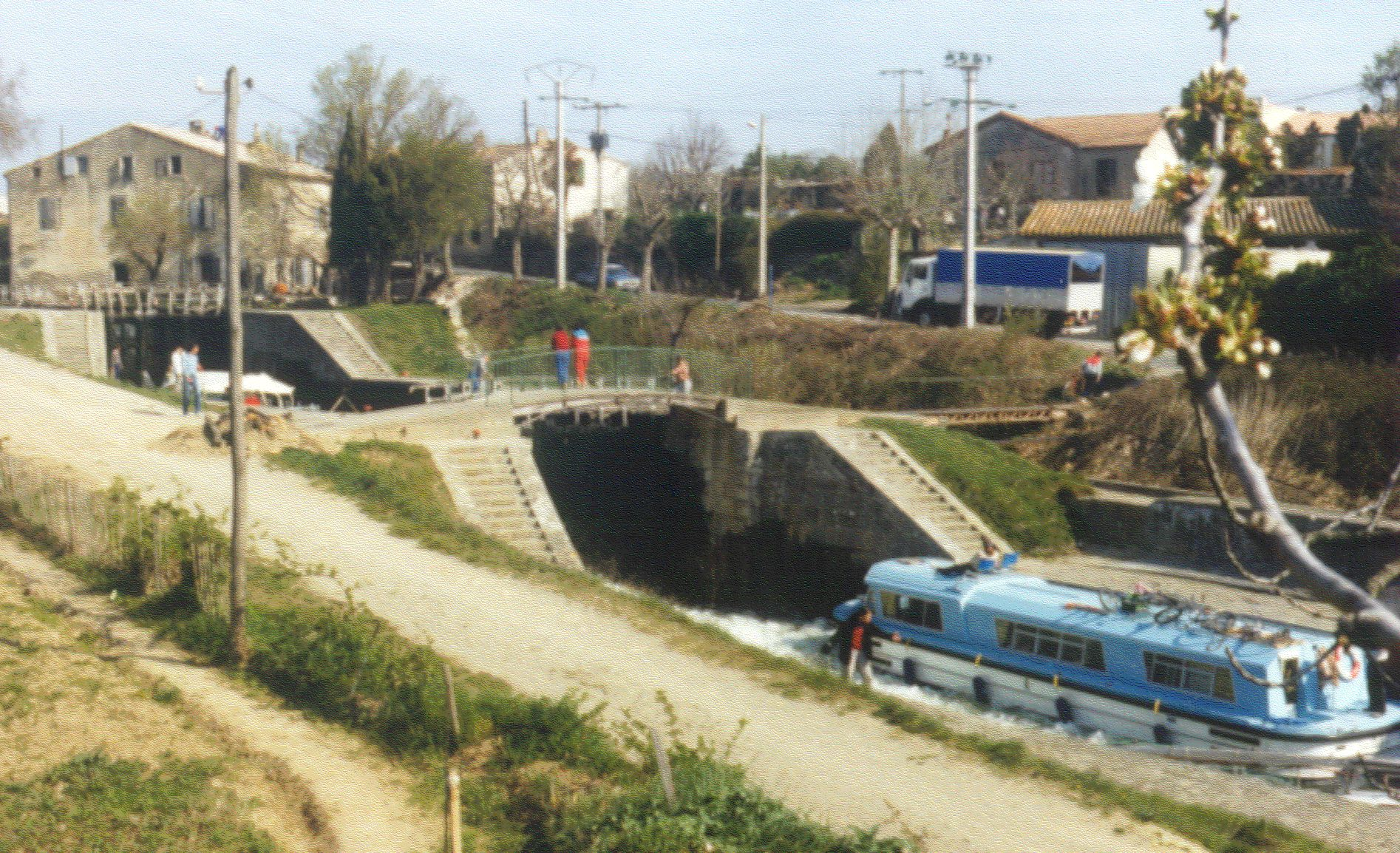
Die zwei unteren Kammern und das Verbindungstor zur oberen Kammer der Dreifachschleuse Trèbes
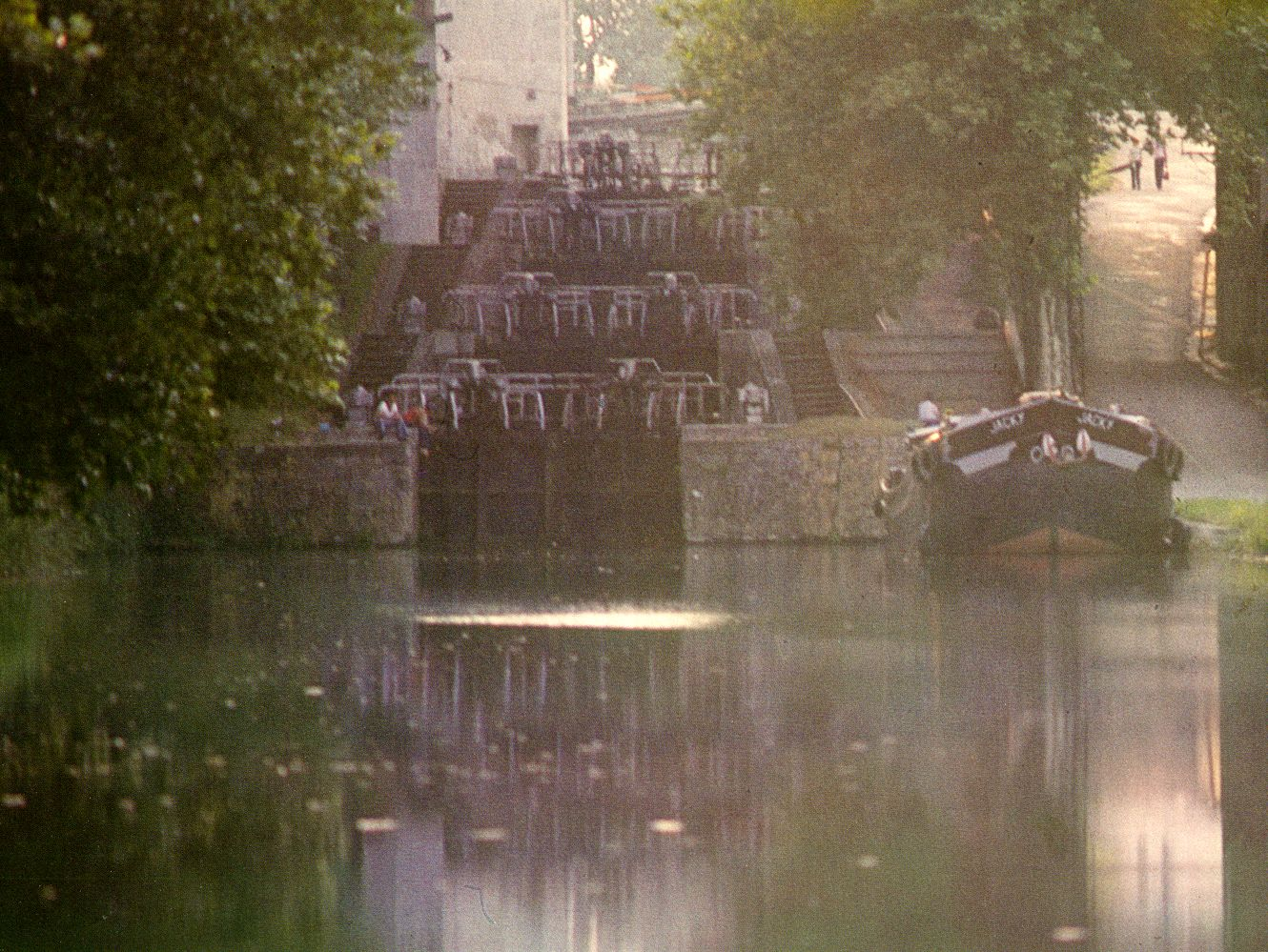
Vierfachschleuse St Roche

### Häfen, ein See, Brücken und ein Tunnel

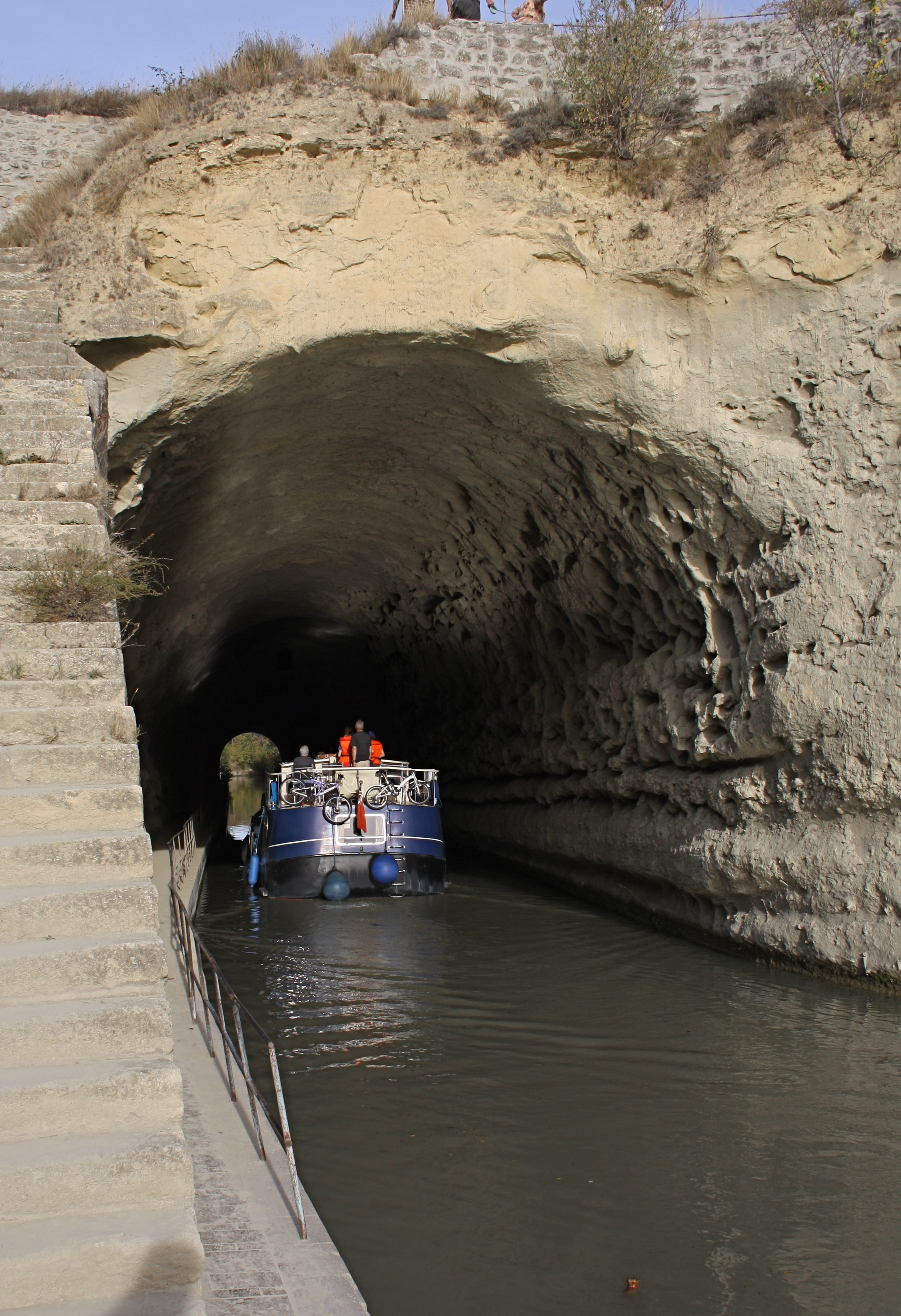
Tunnel de Malpas, südwestlicher Tunnelmund

Häfen sind in der Regel rechteckige Aufweitungen des Kanals in Städten, die von Lagerhäusern gesäumt werden. Sie dienen heute vorwiegend zum Anlegen von Touristenbooten. Auch unterwegs gibt es gelegentlich rechteckige Aufweitungen, um Anlegen oder auch nur Begegnungen von Schiffen zu ermöglichen oder zu erleichtern.
Eine Besonderheit ist der zusammen mit dem Kanal angelegte und von ihm durchquerte See von Castelnaudary, der seitdem das Bild dieser Stadt prägt. Das in ihm gespeicherte Wasser sichert zusätzlich den Schleusen-Betrieb im Kanal zwischen Castelnaudary und dem Mittelmeer.
Der Kanal überbrückt eine große Zahl von Bächen, Flüssen und Entwässerungsgräben und führt durch einen Tunnel, den Tunnel de Malpas. Straßen und Eisenbahnen liegen höher und überbrücken den Kanal. Ausnahme ist die Eisenbahn, die den Kanal im Tunnel de Malpas mit geringem Richtungsunterschied unterquert.

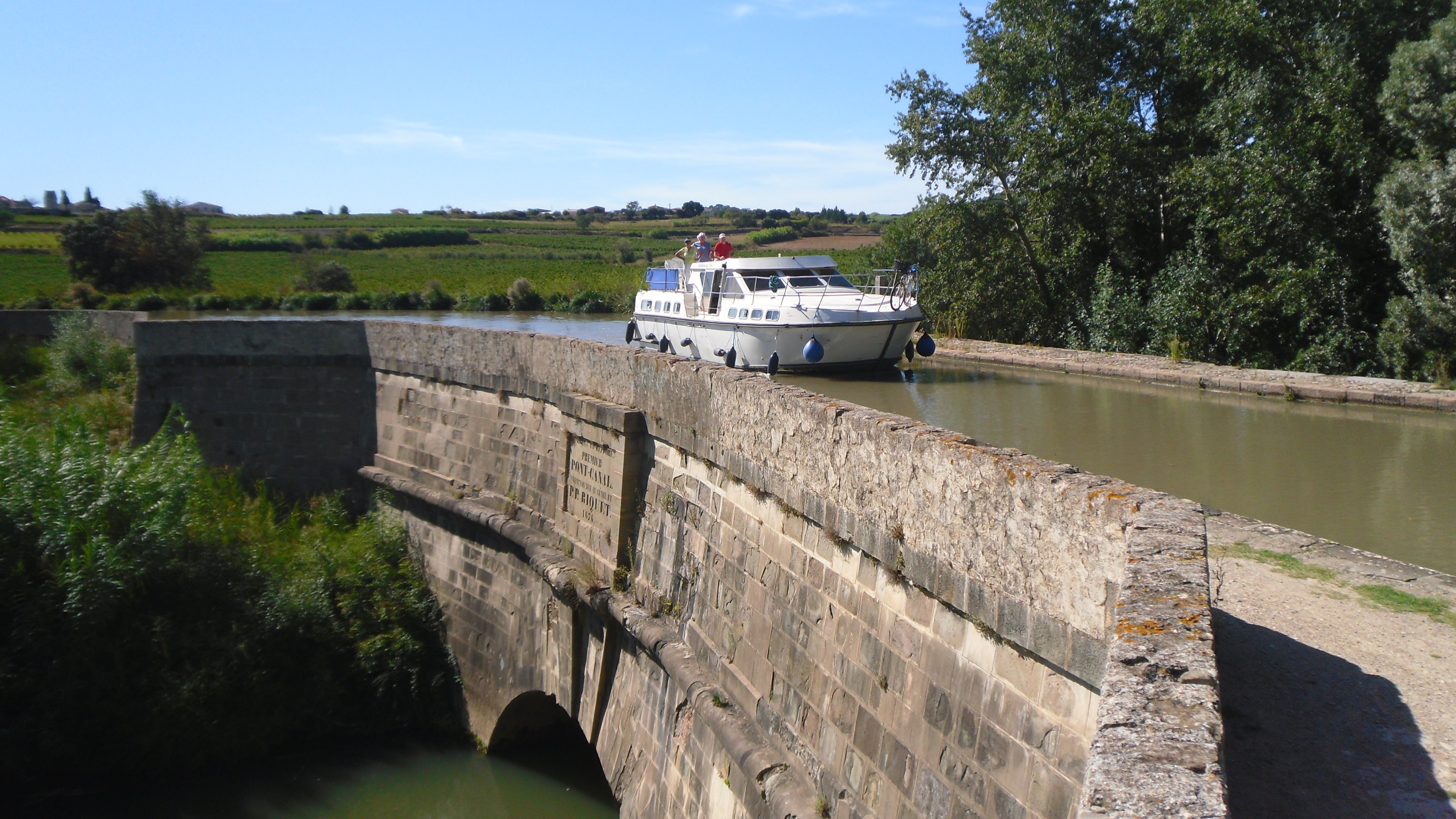
Kanalbrücke über den Fluss Répudre (Pont de Répudre)

Die meisten Überbrückungen von Wasserläufen sind einfache sogenannte Durchlässe, die sich in einem Erddamm relativ tief unter der Sohle des Kanalbetts befinden. Die Dammwände können befestigt (gemauert) sein. Um eine Kanalbrücke handelt es sich aber erst dann, wenn auch das Kanalbett befestigt ist und von einer Brücke getragen wird. Beim Canal du Midi sind der Kanaltrog und die Gewölbebrücke immer gemauert. Nur eine neuere, am Stadtrand von Toulouse über die Autobahn führende Kanalbrücke ist betoniert. Von Riquet wurde nur der Fluss Répudre mit einer Kanalbrücke – dem Pont de Répudre – überquert. Alle anderen größeren Flüsse wurden zunächst in einem Stau des Flusses niveaugleich gekreuzt. Später wurden alle Flusskreuzungen mit Ausnahme des bei Agde langsam fließenden Hérault durch Kanalbrücken (Aquädukte) ersetzt. Die zuletzt gebaute und zugleich längste ist die 1858 in Betrieb genommene Kanalbrücke Béziers.
Die Straßen- und Wegebrücken wurden aus lokalem Material gemauert und spiegeln die Geologie der jeweiligen Region wider. Sie führen höckerartig als Bogenbrücken über den Kanal. Wegen der bauartbedingten geringen Bogenweite sind sie weniger als 5 m breit und hätten beim Ausbau des Kanals für längere und breitere Schiffe verschwinden müssen. Ihre Erscheinung ist eins von mehreren Kriterien für die Anerkennung des Canals du Midi als Weltkulturerbe. Die schmalste Brücke befindet sich in Le Somail.
Der für den Canal du Midi gebaute Kanaltunnel war der weltweit erste. Der Tunnel de Malpas führt auf einer Länge von 160 Metern unter dem Hügel von Ensérune hindurch. Gerade vor Baubeginn soll eine königliche Kommission angekündigt gewesen sein, die kontrollieren sollte, ob Riquet die staatlichen Gelder effektiv einsetzte. Riquet fühlte sich verletzt und in seiner Ehre gepackt. Er setzte zusätzlich alle Bauarbeiter und die besten Vorarbeiter von benachbarten Bauabschnitten am Tunnel ein und ließ Tag und Nacht für höheren Lohn arbeiten, so dass der Tunnel in nur sechs Tagen zum Durchbruch gekommen sein soll. Die kurz darauf eintreffende Kommission war vor vollendete Tatsachen gestellt.

Häfen, ein See, Brücken und ein Tunnel
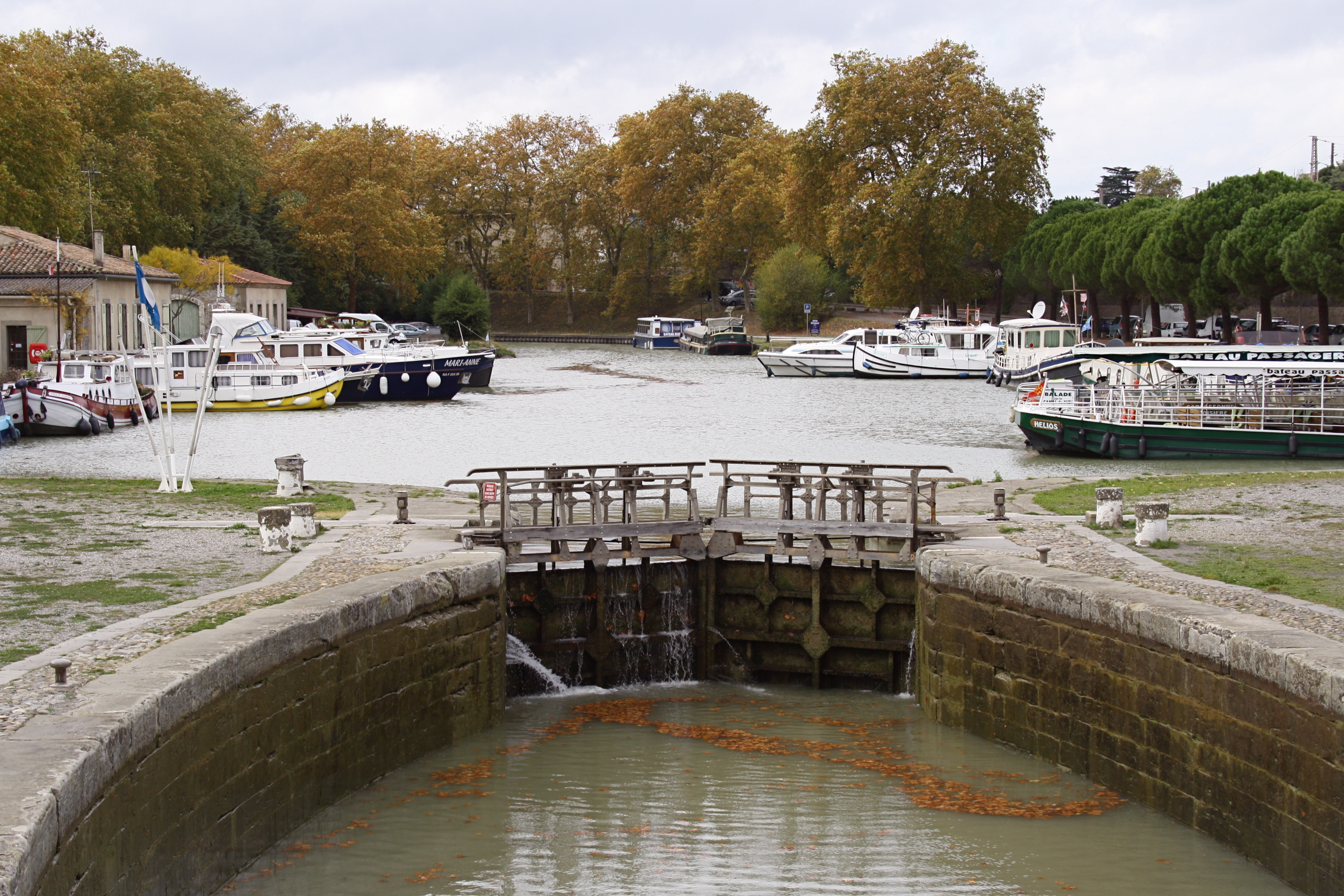
Schleuse und Hafen in Carcassonne
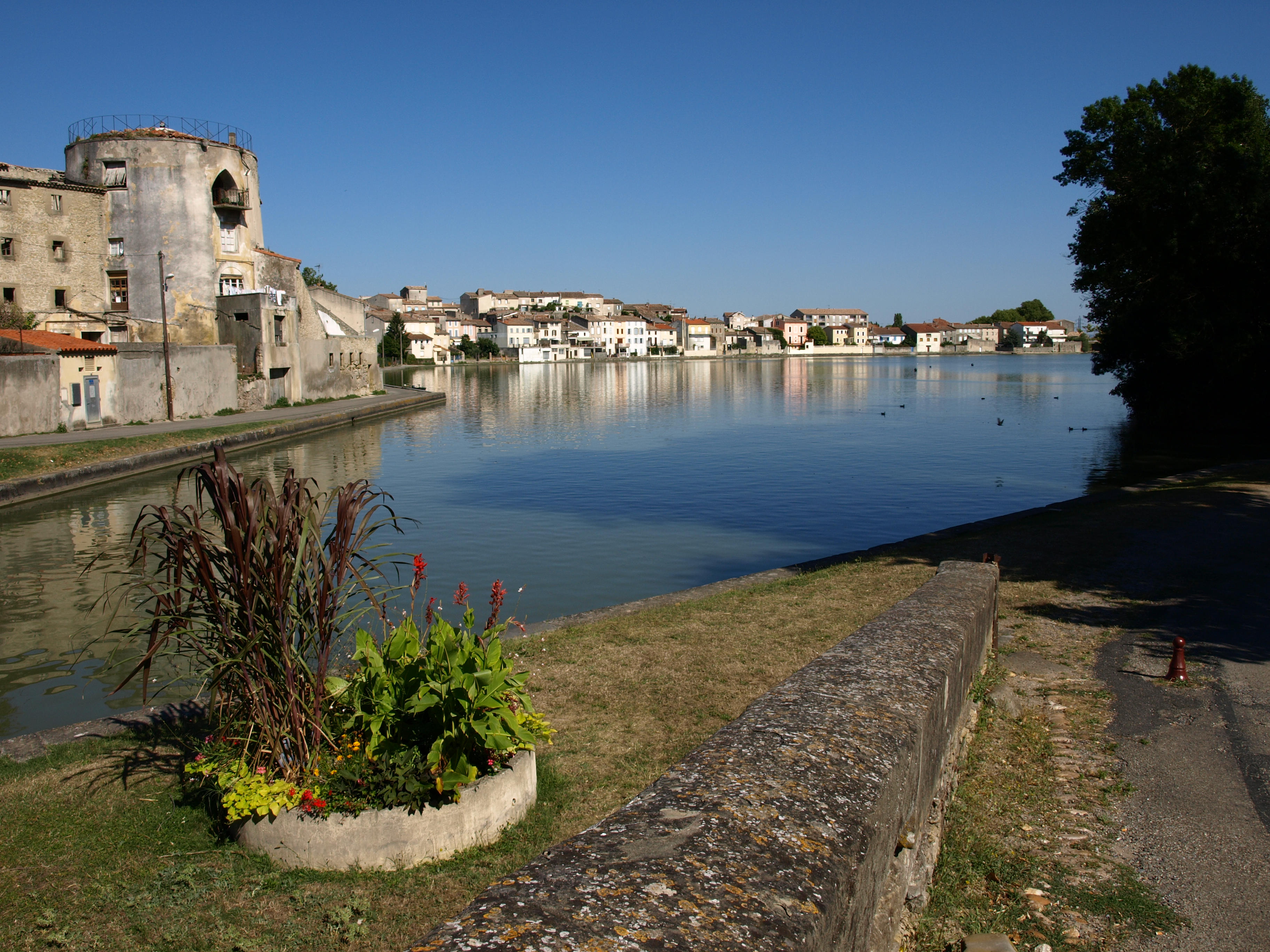
See von Castelnaudary
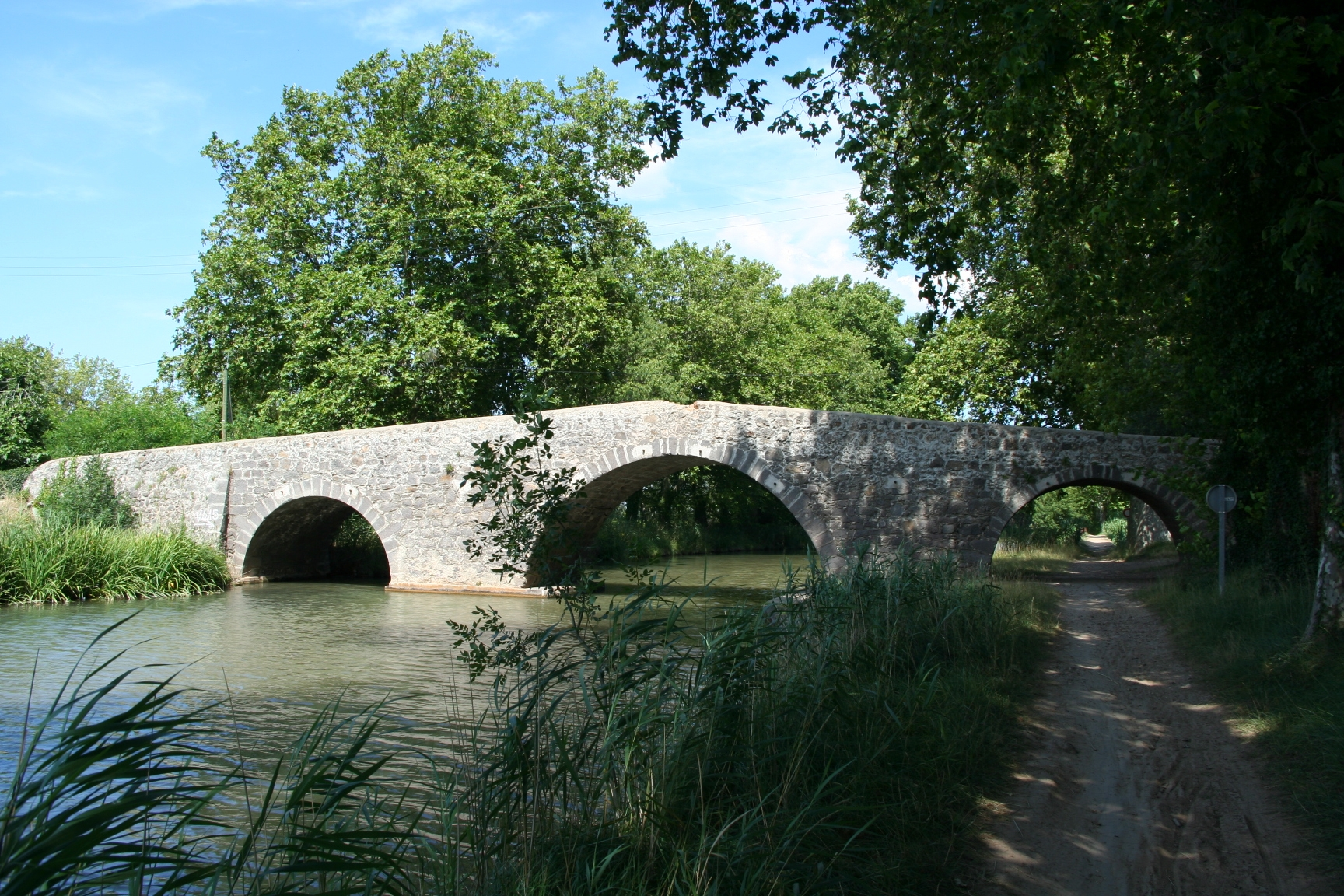
Brücke mit drei Bögen über den Kanal bei Saint Joseph / Agde
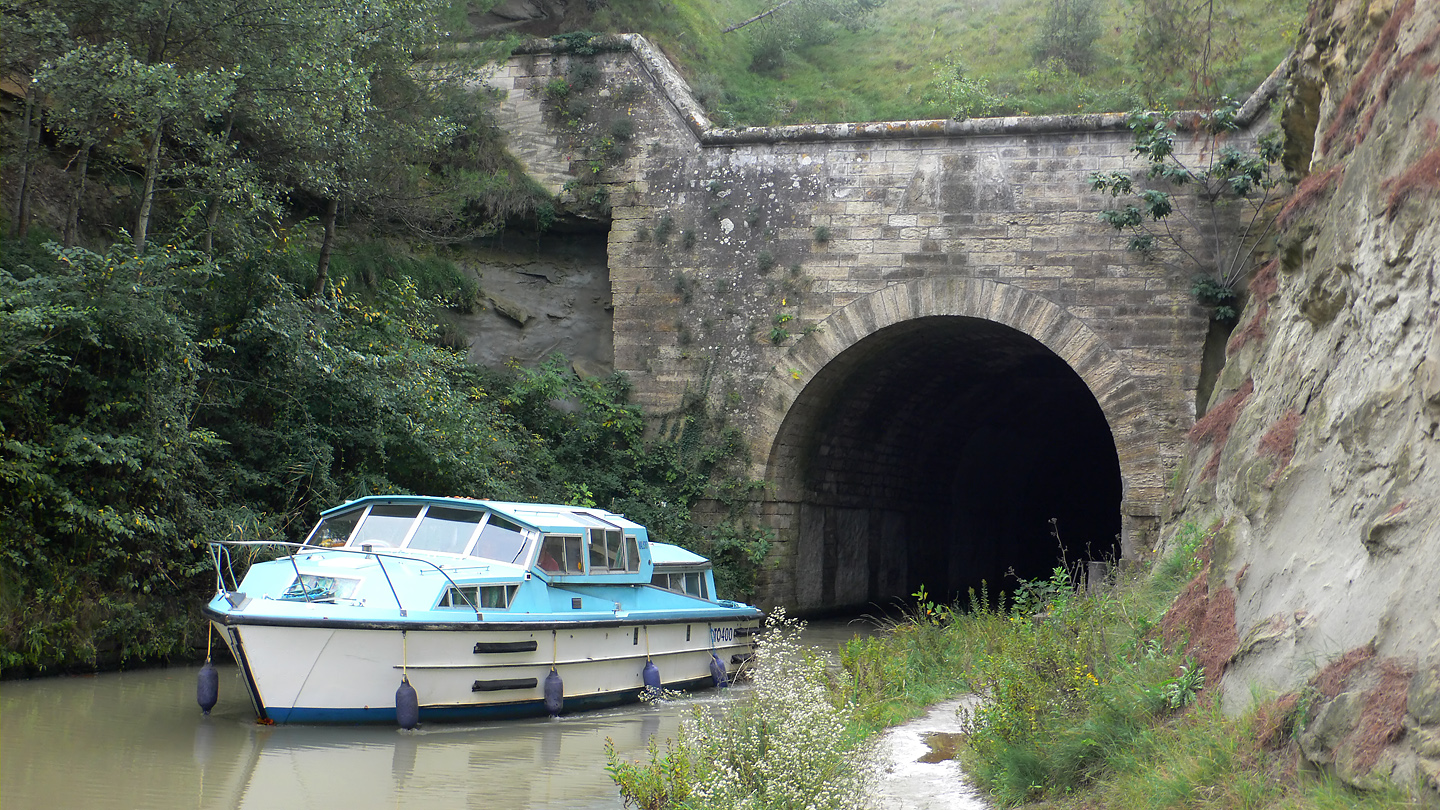
Tunnel de Malpas, nordöstliches Mundloch

### Der Hochwasserdurchlass des Libron
Bei Vias kreuzt der Kanal den Fluss Libron. Dieser führt in normalen Zeiten wenig Wasser, das durch einen Düker unter den Kanal hindurchfließt. Nach Gewittern ist aber dessen Wasserführung oft enorm groß, was eine andere Lösung erfordert. Der Hochwasser-Pegel des Libron befindet sich nur wenig über dem Kanalpegel, so dass die Überführung des Bachs mit einem Aquädukt nicht möglich ist. Man lässt den Libron bei Hochwasser durch Rinnen fließen, die zeitweise quer über den Kanal gelegt werden.

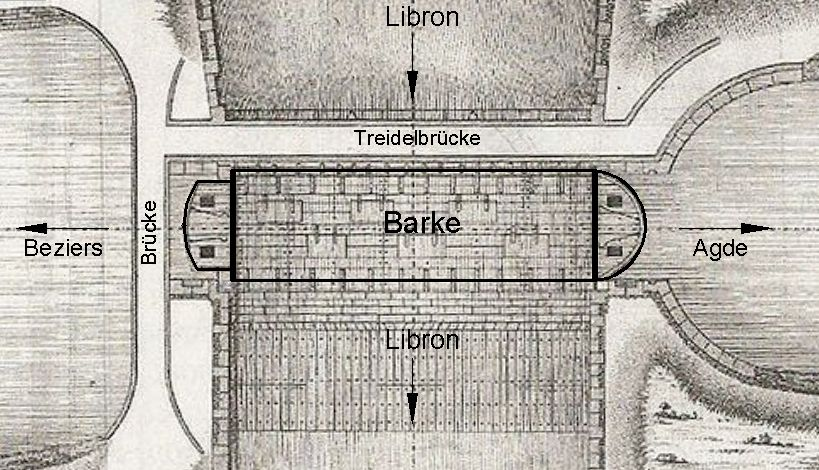
Früherer Hochwasserfluss des Libron über temporär im Kanal versenkte Barke (orig. Zeichnung)
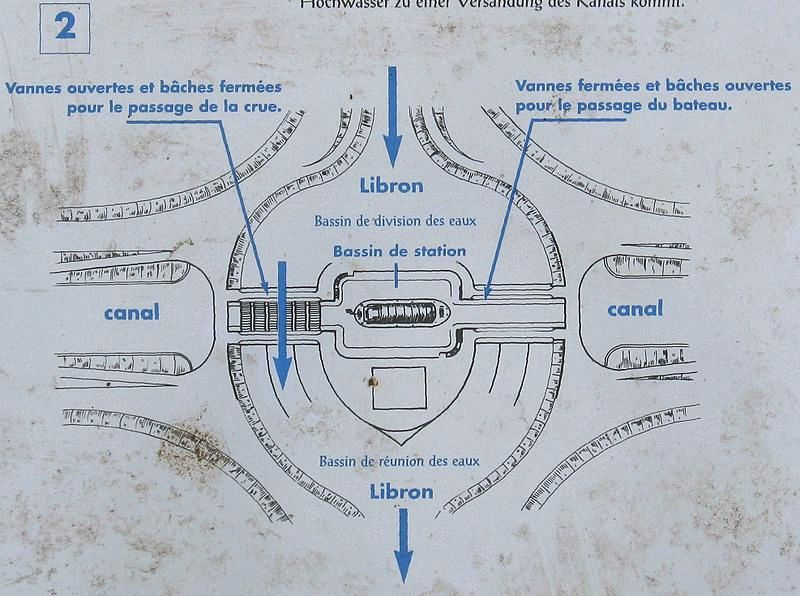
Heutiges Doppel-Kreuzungsbauwerk mit dem Libron (Schema)
Heutiges Doppel-Kreuzungsbauwerk mit dem Libron (Schema) links: Hochwasser; rechts: Normalwasser

Anfänglich wurde dazu eine Barke benutzt, die bündig zwischen die gemauerten Kanaleinfassungen passte und auf die Kanalsohle abgesenkt wurde. Ihr mit den oberen Rändern der Wände fluchtendes flaches Deck und eine vordere und eine hintere Querwand auf dem Deck bildeten die gewünschte Rinne. Die Arbeit war aufwändig, was den während des Hochwassers ohnehin unterbrochenen Schiffsbetrieb weiter verzögerte.
Die endgültige, in der Mitte des 19. Jahrhunderts gefundene Lösung in Form eines voll mechanisierten Doppel-Bauwerkes ist originell und einmalig. In den Kanal wurden zwei schleusenartige Kammern im Abstand einer Schiffslänge eingebaut. Parallel zu den etwa bis zur Höhe des Kanalpegels reichenden Kammerwänden befinden sich außen zusätzliche hohe Wände mit gegen das Flussbett absperrbaren Öffnungen. Zwischen den Außenwänden befinden sich mehrere über die Kammern führende Brückenbögen. Die relativ engen Räume zwischen den „Fußteilen“ dieser Bögen bilden vier Nischen auf jeder Seite der Kammern, in denen sich im Normalfall je eine schmale hölzerne Rinnenhälfte und eine hoch gestellte Platte befinden. Bei Hochwasser werden die an Laufkatzen auf den Brückenbögen hängenden Rinnenhälften über die Kammern geschoben, bis sie in der Mitte zusammenstoßen. Die an ihrer Unterkante drehbaren Platten werden flach gelegt, bis sie mit ihrer Vorderkante auf dem Boden der jeweiligen Rinnenhälfte aufliegen. Sie bilden in dieser Lage den mit den Rinnenhälften bündigen Boden der Nischen. Je eine Nische berg- und talseitig formen zusammen mit zwei Rinnenhälften ein etwa doppelt langes Gerinne. Nach dem Legen der Gerinne werden in den Außenwänden die Hubtore („Guillotine-Platten“) gehoben. Das Hochwasser des Libron kann nun über den Kanal schießen und nach wenigen Kilometern das offene Meer erreichen. Die benutzte Konstruktion verhindert, dass mitgeführtes Sediment und Treibgut in den Kanal gelangt und ihn wegen seiner tiefen Lage sogar über eine größere Länge verschmutzen kann. Auch die Nischen und Rinnenhälften bleiben relativ sauber.
Der Schiffsbetrieb braucht mit Hilfe dieses doppelt vorhandenen Bauwerks bei Hochwasser nicht mehr eingestellt zu werden. Zwischen den einzelnen Bauwerken ist Platz für mindestens ein Schiff, das nur abzuwarten hat, bis das hinter ihm befindliche Bauwerk auf Hochwasserdurchfluss eingerichtet und das vor ihm befindliche zur Durchfahrt freigegeben ist. Bei extremem Hochwasser kann der Libron durch beide Bauwerke fließen.

Hochwasserdurchlass des Libron
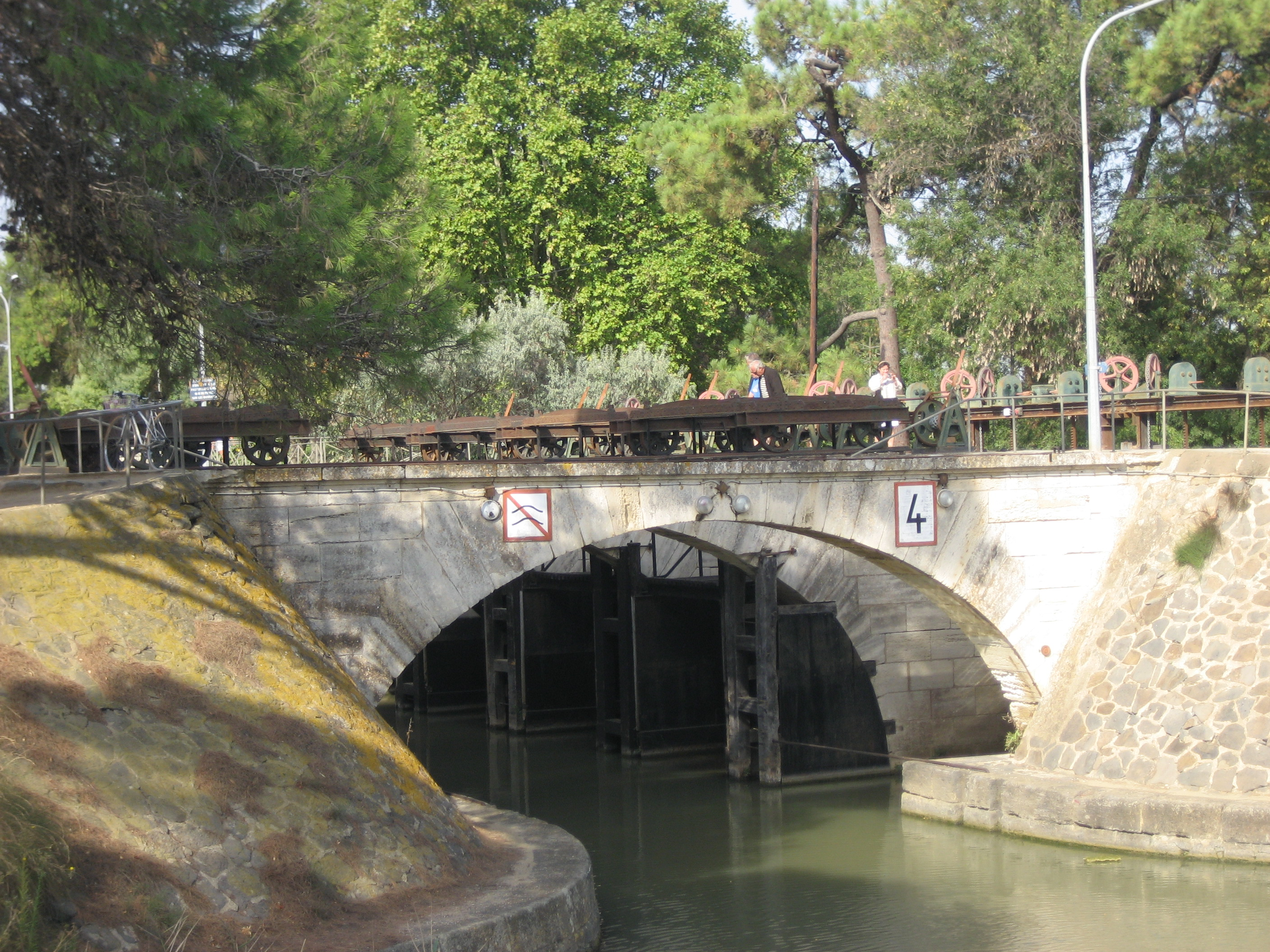
Einfahrt (Seite Béziers); unten: Nischen mit Rinnenhälften; oben: Laufkatzen für Rinnen und Kettenspindeln für Klapp-Platten
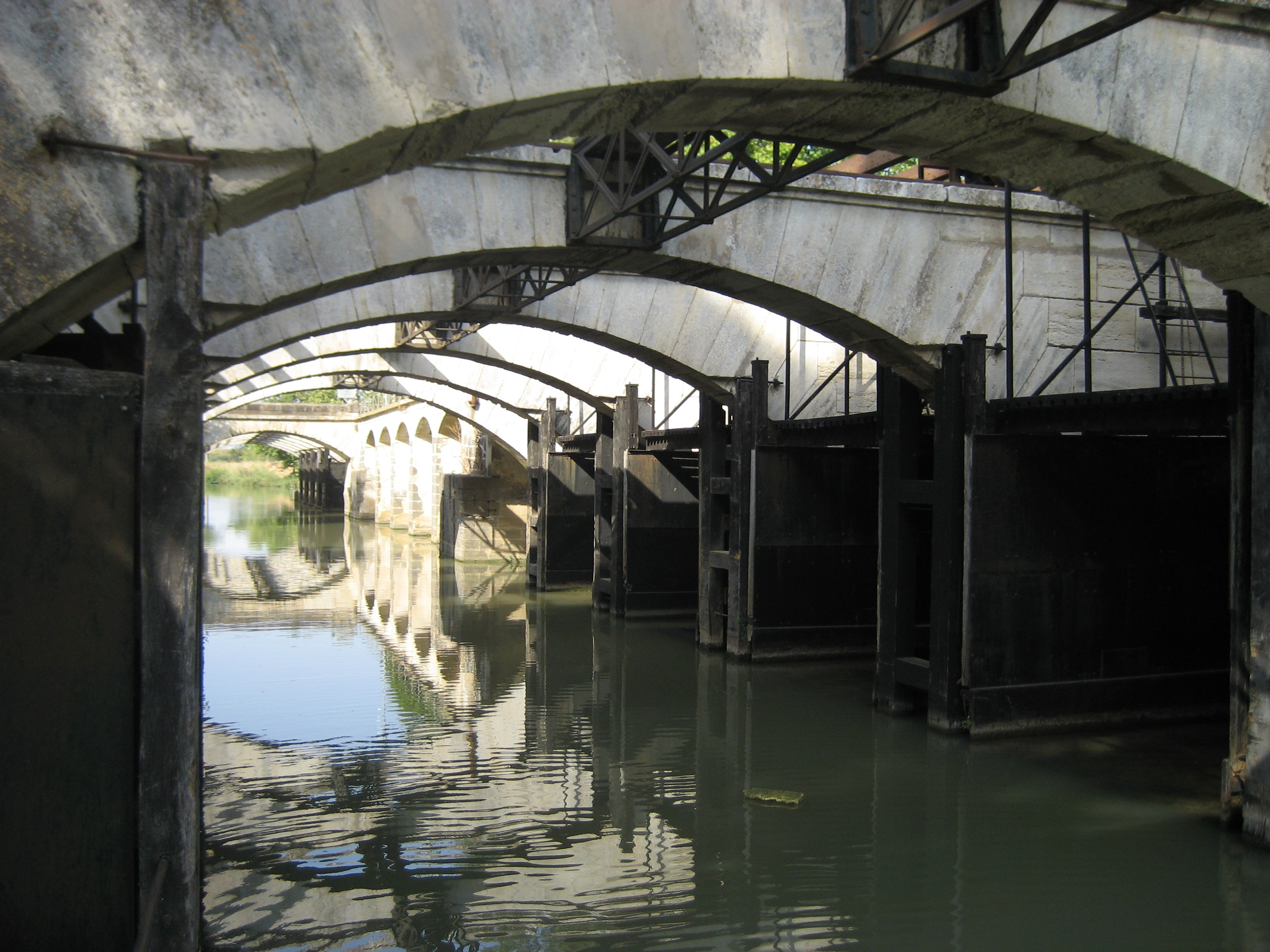
Die beiden Bauwerke vom Kanal aus gesehen, rechts Nischen mit Rinnenhälften
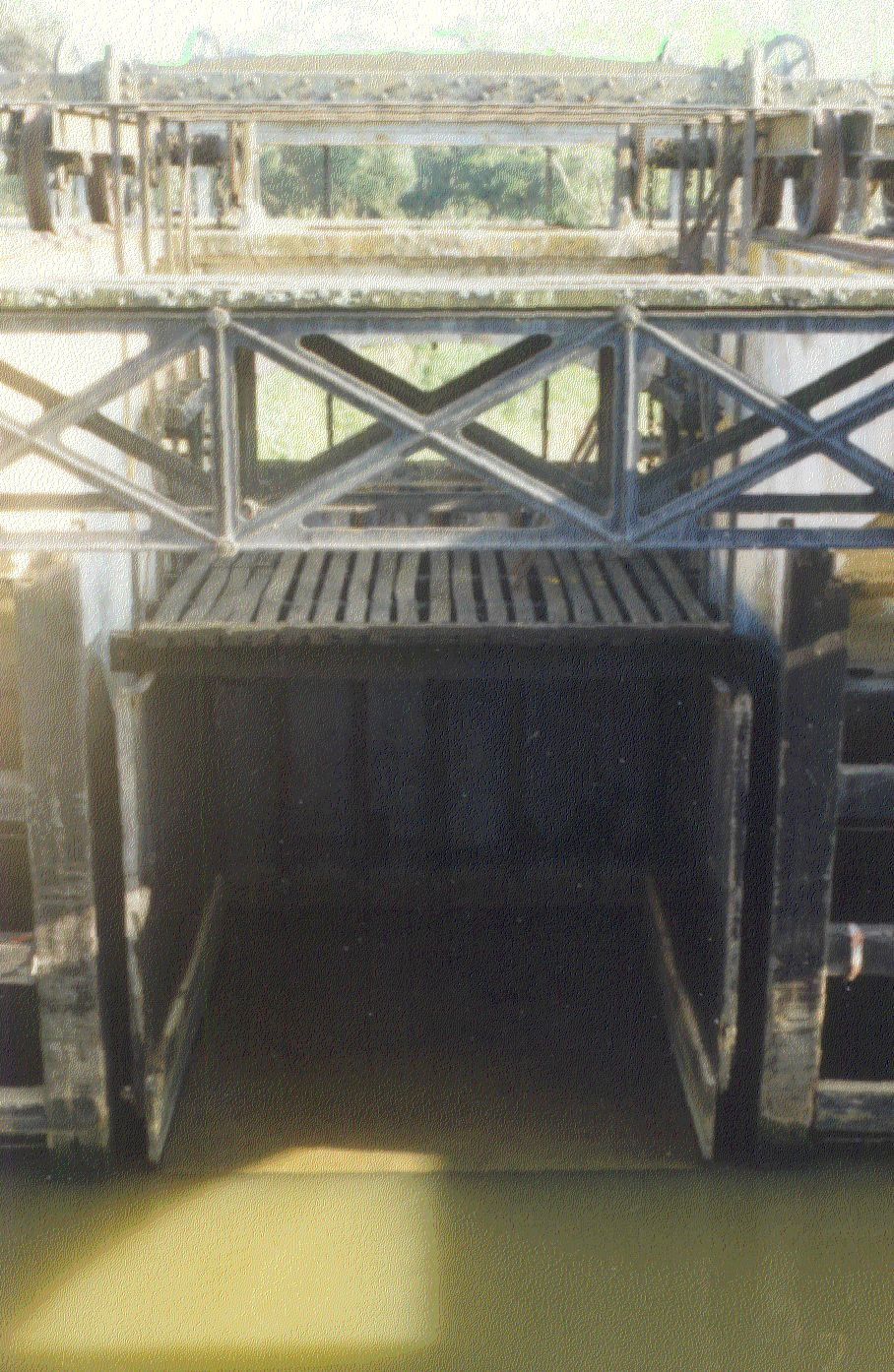
Laufkatze (4 Räder), an der eine Rinnenhälfte hängt
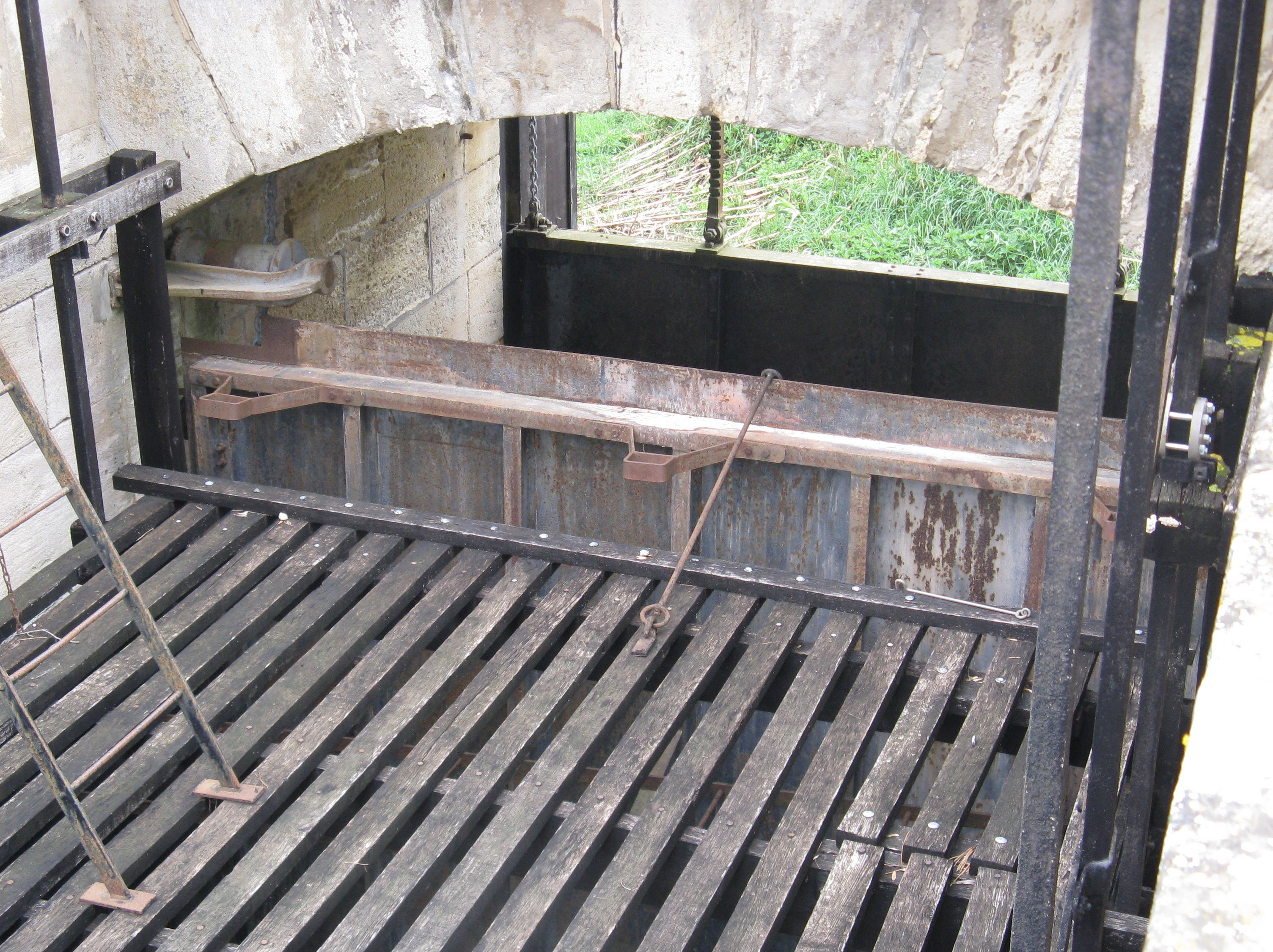
Blick auf eine Rinnenhälfte (oben mit Latten abgedeckt); hinten: hoch gestellte Klapp-Platte und abgesenktes Hubtor
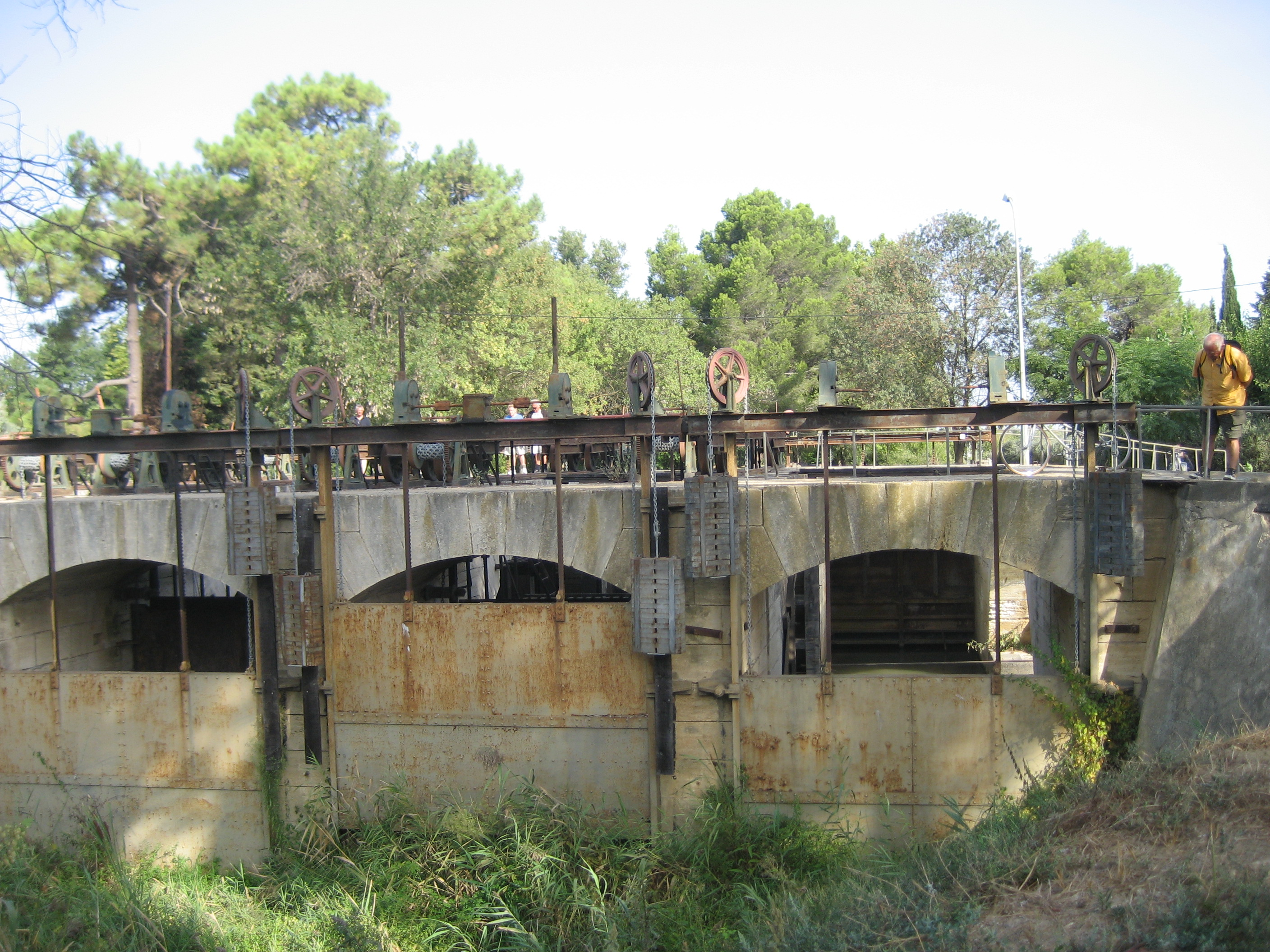
Hubtore (talseitig), ein Tor teilweise gehoben für Kanalüberlauf im Normalfall

### Die Wasserversorgung

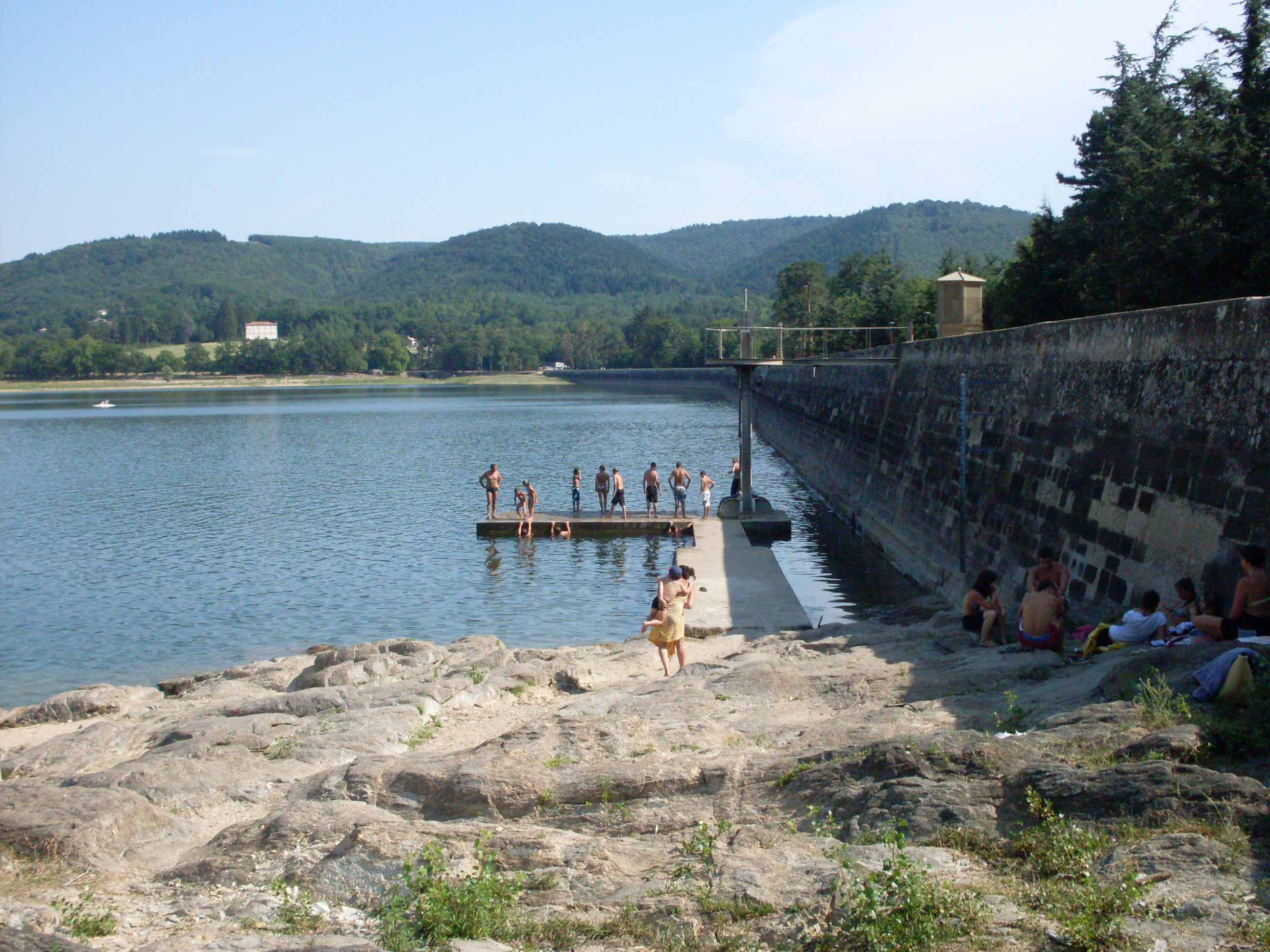
Reservoir von Saint-Ferréol, tiefer Wasserstand am Ende des Sommers

Bei den Bauwerken der Wasserversorgung handelt es sich um Wasserfassungen (prises), Wasserspeicher (bassins) und Wassergräben (rigoles). Die Wasserfassungen bestehen aus Wehren und Staudämmen in den Schwarzen Bergen (Montagne Noir). Der Stau des Baches Laudot dient als Speichersee (Reservoir von Saint-Ferréol) für den Canal du Midi. Die aus dem Bach zufließende Wassermenge ist klein. Gespeichert wird mehrheitlich in der Rigole de la Montagne zufließendes Wasser. Letztere wurde schon durch den unter der Regie von Vauban bei Cammazes gebauten Tunnel in das Reservoir von Saint-Ferréol geleitet (vorher bei der Sluice Conquet in den Sor und bei Revel in die Rigole de la Plaine). Das Speichervolumen dieses Reservoirs machte das bald nach seiner Inbetriebnahme verschlammte achteckige Bassin bei Naurouze überflüssig. Die Rigole de la Montagne führt Wasser aus vier nach Süden fließenden Flüssen (Lampy gestaut) und seit 1954 auch aus dem Sor (Stau bei Cammazes, Wasserentnahme bei der ehemaligen umgekehrt wirkenden Sluice Conquet) herbei. Die Rigole de la Plaine war zur Zeit von Riquet zwischen Revel (Port St. Louis) und der Scheitelhaltung (Partage des Eaux, bei Naurouze) auch von kleinen Booten befahrbar, mit denen Baumaterial nach Naurouze gebracht wurde. Der spätere Betrieb blieb unbedeutend und wurde 1725 eingestellt. Die damals vorhandenen Schleusen sind heute verfallen.

Die Wasserversorgung des Canal du Midi
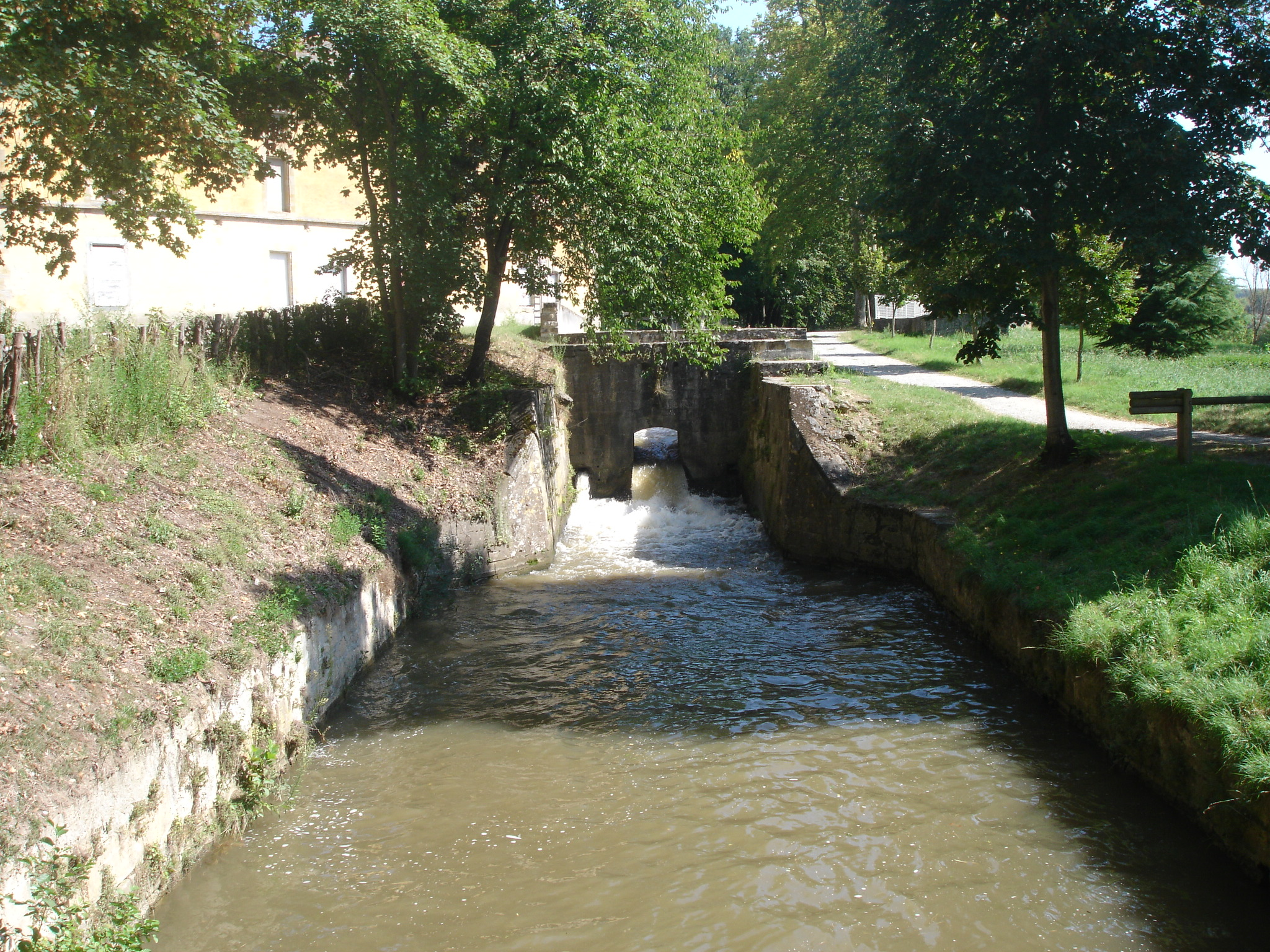
Rigole de la plaine kurz vor Einmündung in den Canal du Midi, links eine ehemalige Mühle
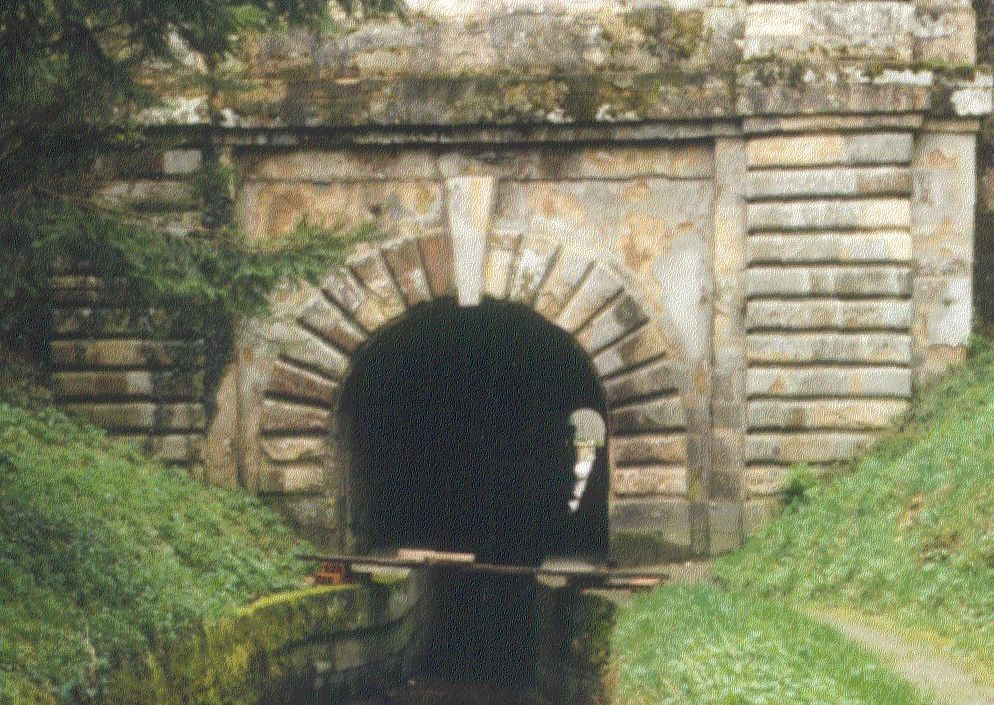
Rigole de la Montagne: Tunnel bei Cammazes
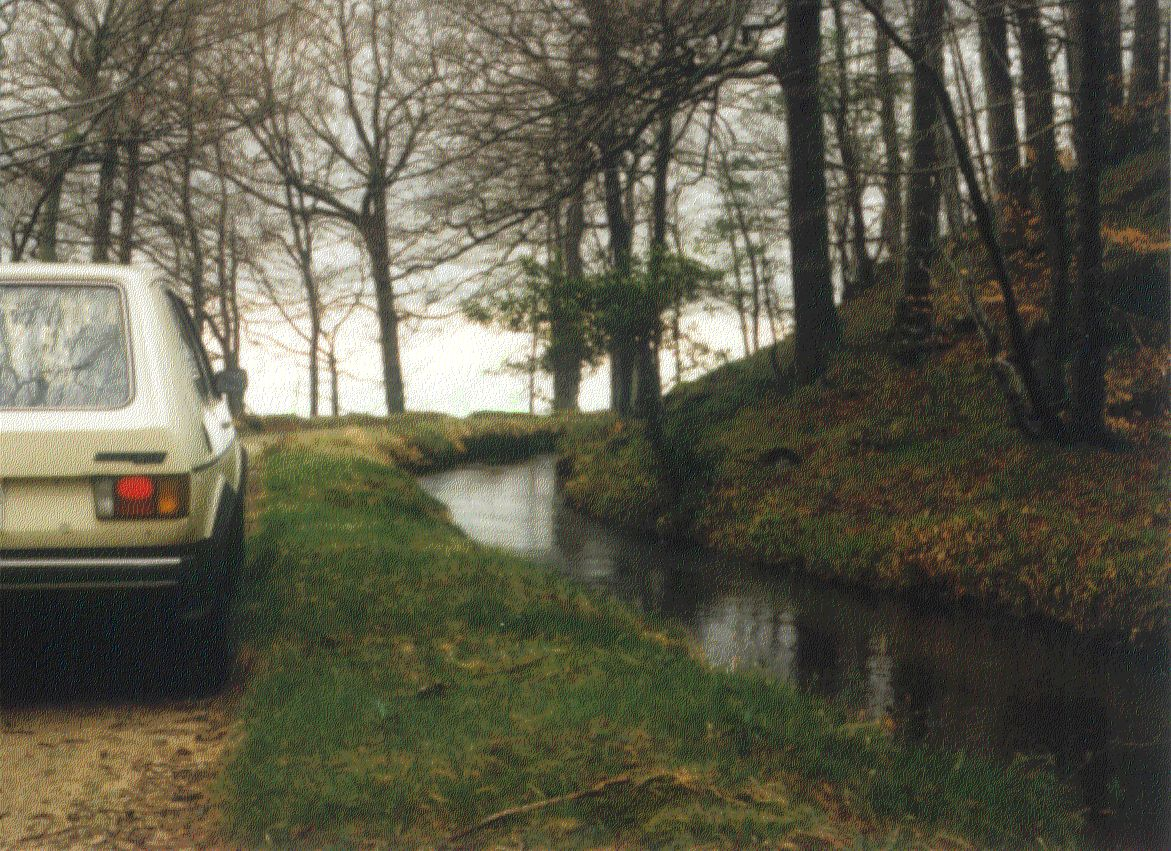
Auf einer Höhenlinie führende Rigole de la Montagne
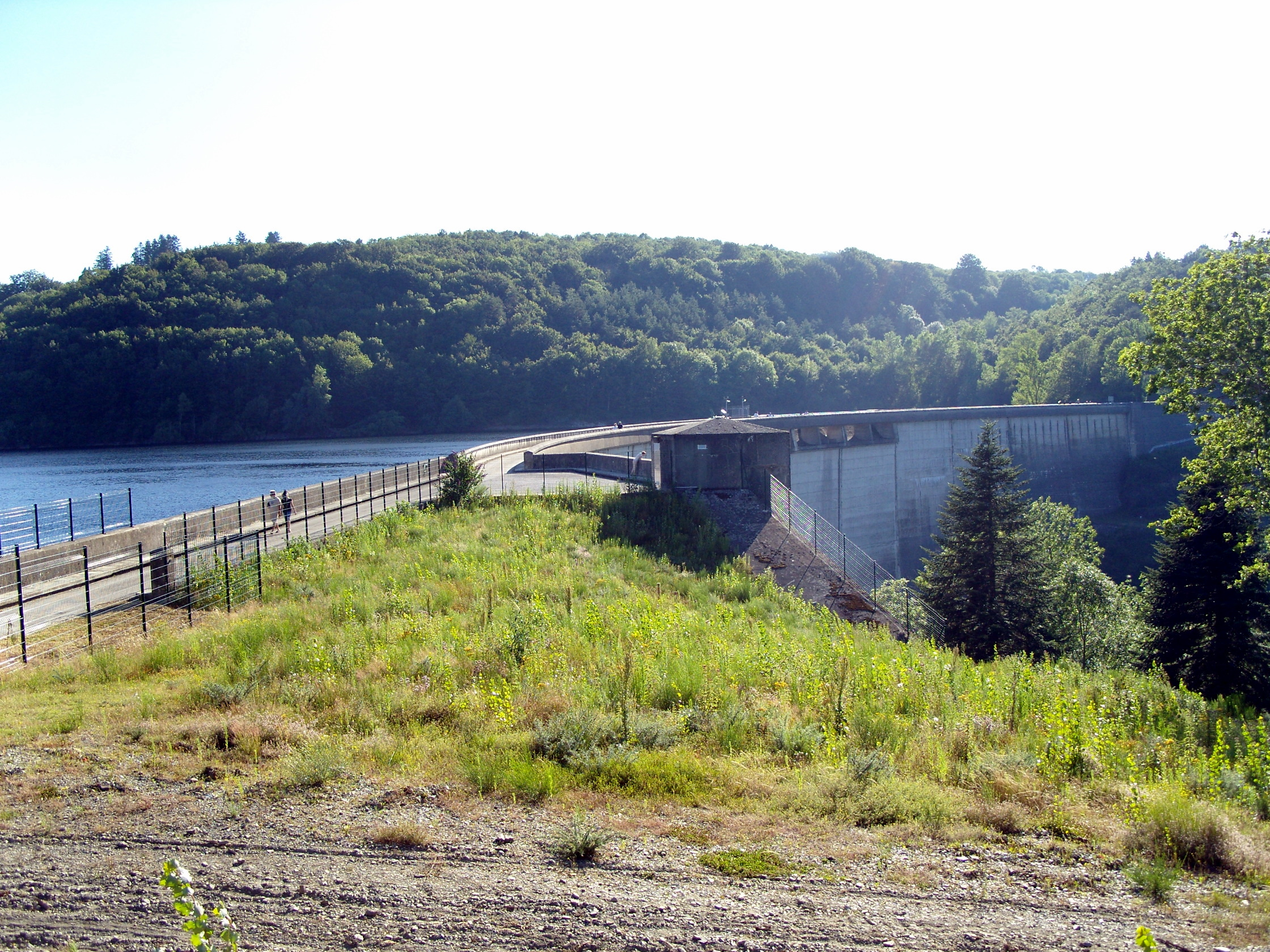
Stau des Flusses Sor

### Bepflanzung

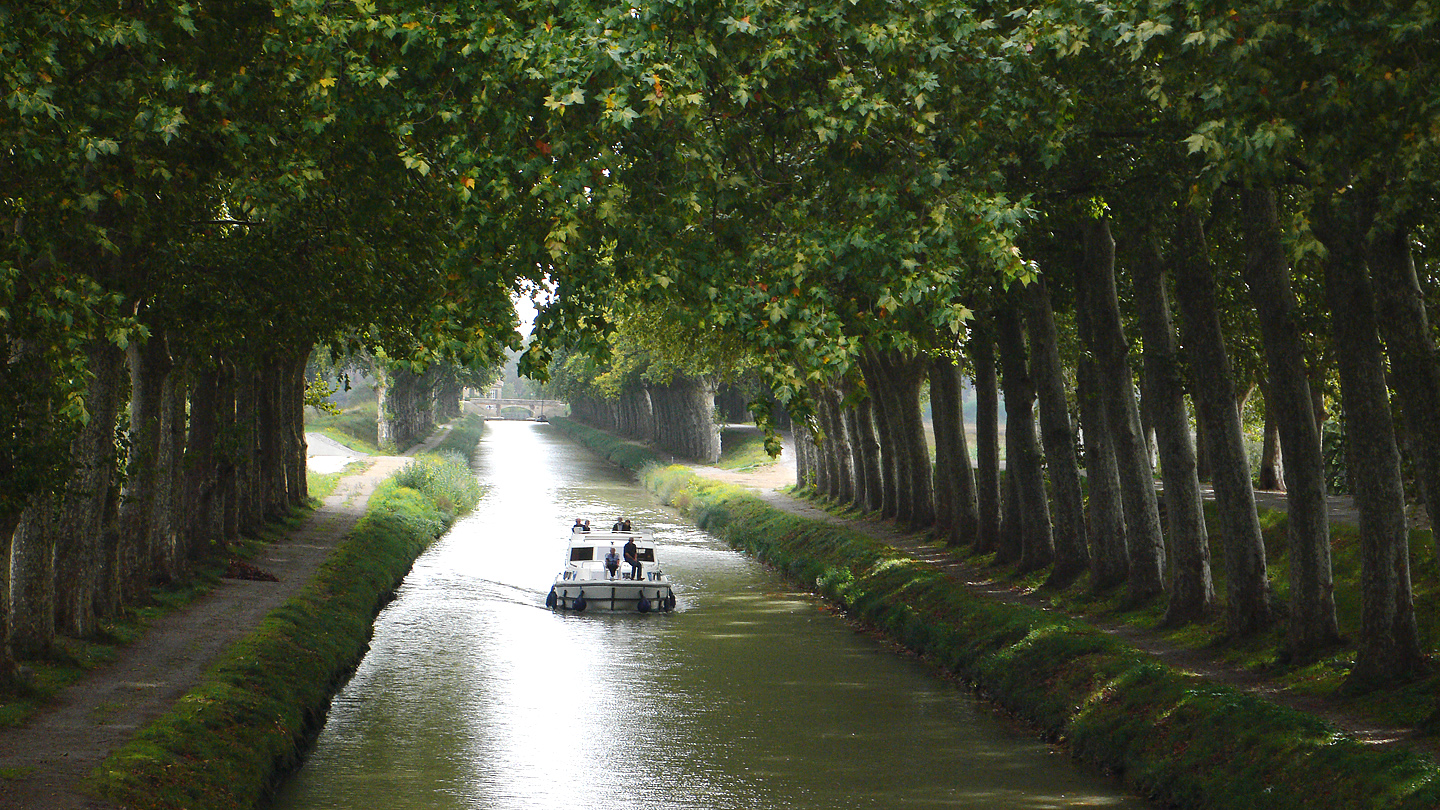
Platanen am Canal du Midi

Um die Haltbarkeit der Kanalufer zu verbessern, ließ Riquet vor allem auf Dämmen schnellwachsende Bäume – bevorzugt Weiden – und an den Uferrändern Schwertlilien im Wasser anpflanzen. Die Idee, die Kanalufer sowohl aus praktischen als auch aus ästhetischen Gründen durchgehend mit Bäumen zu versehen, setzte sich nach der Französischen Revolution endgültig durch. Den Weiden waren schon Maulbeerbäume für die Seidenindustrie, italienische Pappeln und Obstbäume gefolgt, für deren Züchtung zum Kanal gehörende Baumschulen angelegt wurden. Der zwischen 1787 und 1817 wirkende Baumschulverantwortliche Antoine Ferrière forcierte die Anpflanzung von Platanen, die heute die Kanalränder dominieren. Ihre Wurzeln scheinen die Ufer besonders gut zu befestigen. Ihr Schatten verringert die Verdunstung, die Pferde und Arbeiter schützten sie beim Treideln vor der Sonne.
Eine große Zahl der einstigen etwa 42.000 Platanen am Kanal ist seit etwa 2005 von der Massariakrankheit befallen. Man hat die Erscheinung bisher weniger als Krankheit denn als Selbstreinigung (sogenannte „Zweigreinigung“) bezeichnet. Diese Krankheit hat am Kanal zum Absterben vieler Bäume geführt. Der Platanenkrebs wird vom Pilz Ceratocystis fimbriata verursacht. Da der Pilz über das Kanalwasser und die den Kanal befahrenden Boote von Baum zu Baum gelangen kann, ist die Bekämpfung erschwert. Seit 2006 sind, Stand November 2023, 31500 Platanen gefällt worden und seit 2011 18000 neue Bäume angepflanzt worden. Für die Neubepflanzung werden Zürgelbäume, Spitzahorn, Winter- und Sommerlinde, Europäische Hopfenbuche, Pinie und Zerreiche verwendet.

## Betrieb

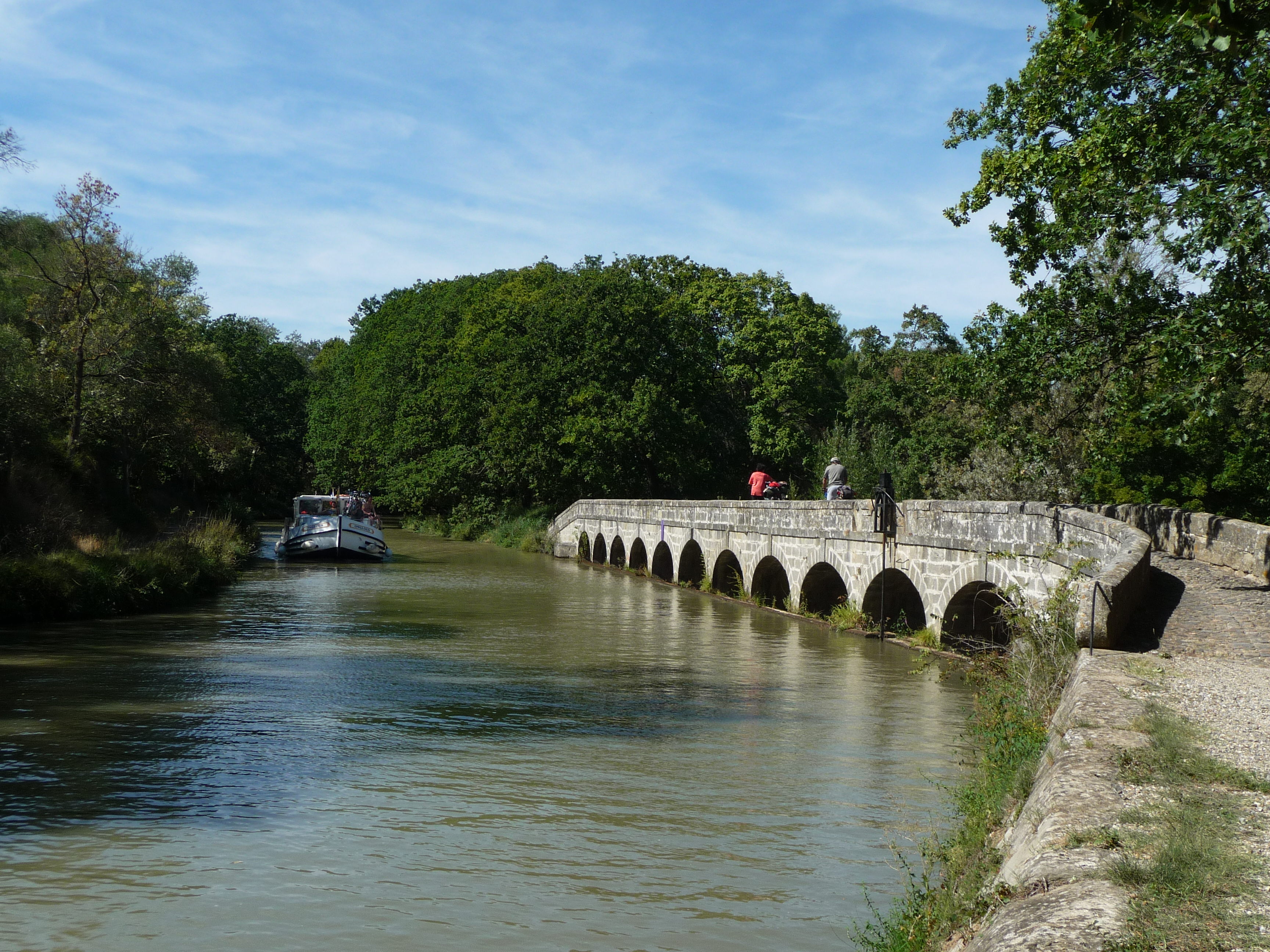
Der Kanalüberlauf in den Argent-Double mit einer Brücke für den Treidelpfad

### Treideln und Schiffsantriebe
Kanalschiffe wurden vor der Einführung der Dampfmaschinen und Schiffsmotoren vom Ufer aus gezogen (getreidelt). Nur auf sehr breiten Kanälen konnte auch gesegelt werden. Riquet ist jedoch vermutlich davon ausgegangen, dass mehrheitlich gesegelt werden könne und ausnahmsweise Menschen das Treideln übernähmen. Darauf weist der unter den alten Bogenbrücken für Pferde sehr schmale Treidelpfad hin. Das Treideln geschah vorwiegend mit Pferde-, seltener mit Menschenkraft. Auf dem Canal du Midi wurden bis zum 20. Jahrhundert Pferde eingesetzt. Ein durchgehender Treidelpfad wurde in der Regel nur auf einer Seite des Kanals angelegt. Er wechselt oft über eine Brücke auf die andere Seite, wenn diese günstiger ist. Bei manchen Bauwerken waren Anpassungen erforderlich. So wurden zum Beispiel Kanalüberläufe (epanchoirs) mit je einer Brücke für den Treidelpfad versehen. Die Bäume am Kanal wurden außerhalb der Treidelpfade gepflanzt.
Der Übergang auf Dampfmaschinen als Schiffsantrieb begann in den 30er Jahren des 19. Jahrhunderts und etwa seit 1930 hatten fast alle Schiffe einen Dieselmotor. Da die mit Motorkraft erreichbaren Geschwindigkeiten Kanalböschungen schaden können, gilt heute eine Geschwindigkeitsbegrenzung von 5 Knoten (9 km/h).

### Fracht-, Post- und Reiseverkehr

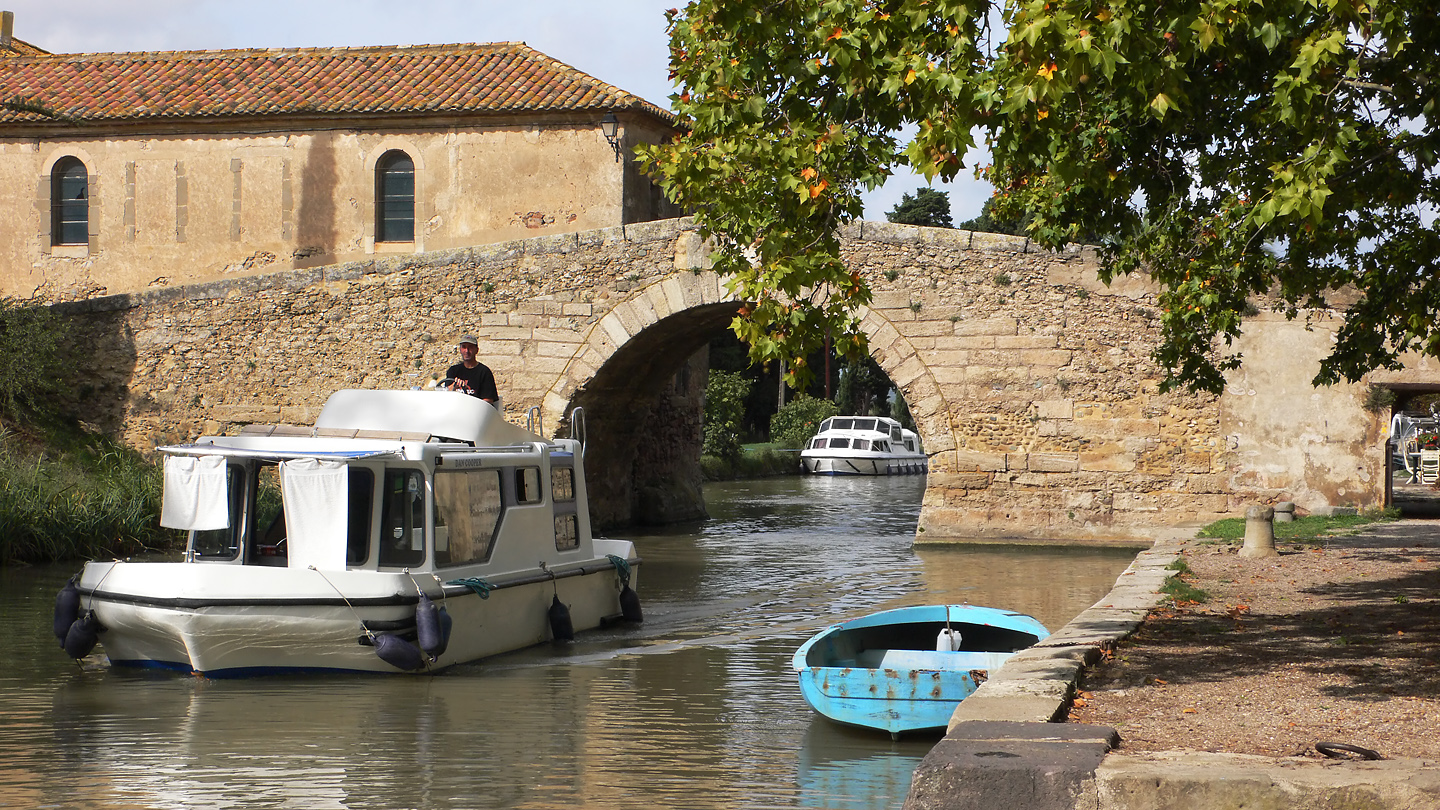
Le Somail war Reise-Etappenort, hinter der Brücke die damals errichtete Kirche.

Von Anfang an wurde der Kanal nicht nur für den Warentransport, sondern auch für die Beförderung von Post und Personen genutzt.
Letztere konnten in vier Tagen von Agde nach Toulouse oder umgekehrt reisen. Die Zwischenetappen endeten in Le Somail, Trèbes und Castelnaudary, wo es Herbergen, Hotels und sogar kleine Kirchen für einen Messebesuch gab. Die eingesetzten Boote waren schneller und wesentlich komfortabler als die Kutschen auf den schlechten Straßen. In der Mitte jeder Etappe gab es eine Pause, in der die Reisenden das Mittagessen einnahmen und die Pferde gewechselt wurden. An Mehrfachschleusen und Schleusentreppen wurde nicht das Boot durchgeschleust, sondern die Reisenden stiegen in ein anderes Boot um, was Zeit (und auch Wasser) sparte. Der regelmäßige Personentransport ging ab der Mitte des 19. Jahrhunderts an die Eisenbahn über.
Für den Warentransport gab es zwei verschieden schnelle Schiffsklassen. Schwere Schiffe fuhren im Schnitt 6 km in der Stunde, die schnelleren – mit nur bis 60 Tonnen beladen – waren mit 11 km in der Stunde gleich schnell wie die Personenschiffe.
Einen wirtschaftlichen Höhepunkt hatte der Kanal im Jahr 1856, in dem 110 Millionen Tonnenkilometer Waren befördert wurden. Den Wettbewerb gegen den danach aufkommenden Eisenbahn-Verkehr hat der Kanal am Ende verloren. Hinzu kam die immer besser werdende Infrastruktur im Straßenverkehr, so dass in den 1980er Jahren auch der Massenguttransport auf ihm aufgegeben wurde.

### Heutige Nutzung

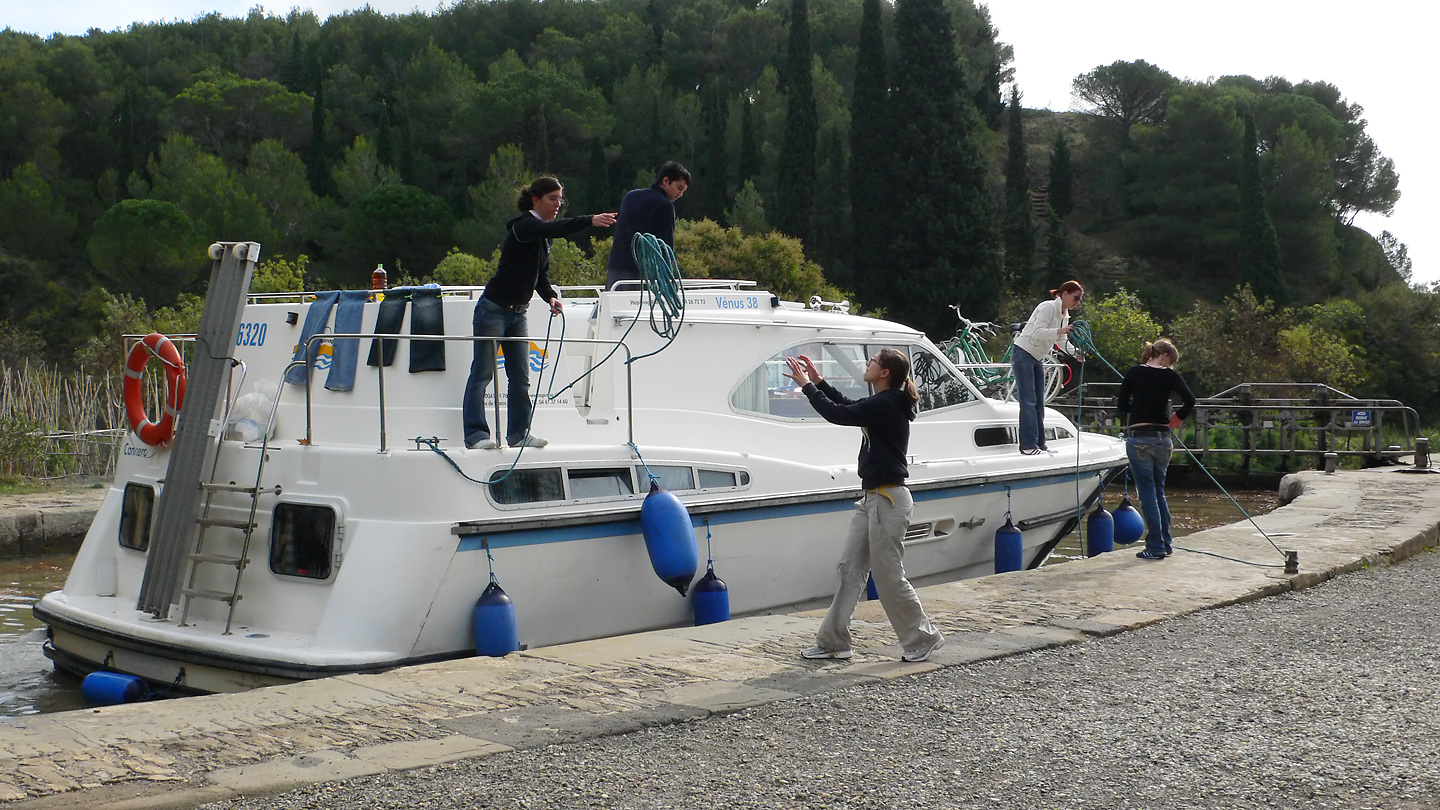
Hausboot in einer Schleuse

Der Kanal wird heute fast nur noch touristisch genutzt. 2022 hat die Kanalbehörde begonnen, die ungenutzten 45 Schleusenwärterhäuser für den Tourismus zu nutzen, es soll die „art de vivre sur le canal“ (Lebenskunst am Kanal) d. h. das Kunsthandwerk, die Gastronomie und die Önologie gefördert werden.
Er wird überwiegend nur noch von Hausbooten befahren, die entlang der gesamten Strecke gemietet werden können. Ein Patent (Führerschein) ist nicht erforderlich, eine kurze Einschulung durch den Bootsvermieter gilt als ausreichend. Im Gegensatz dazu müssen Kapitäne, die den Kanal mit einem eigenen Boot befahren, Inhaber eines Binnenschifffahrts-Patents sein.
Die ebenen und schattigen Treidelpfade eignen sich für Fahrradtouren und zum (Langstrecken-)Wandern.
Inhaber von Fischereikarten dürfen im Kanal angeln. Wie alle französischen Kanäle ist auch der Canal du Midi recht fischreich.
Das Schwimmen in den Kanälen ist verboten, da das Wasser durch Mikroben stark belastet ist.
Die Benutzung der französischen Kanäle ist reglementiert und grundsätzlich kostenpflichtig. Mieter von Booten zahlen die entsprechende Abgabe an den Staat indirekt über den Vermieter.
Der Kanal spielt auch heute noch eine wichtige Rolle in der Wasserversorgung der Gegend: Zwischen 30 % und 60 % seines Wassers dient der Beregnung landwirtschaftlicher Flächen und ca. 10 % wird für die Trinkwasserversorgung genutzt.

## Verlauf des Kanals

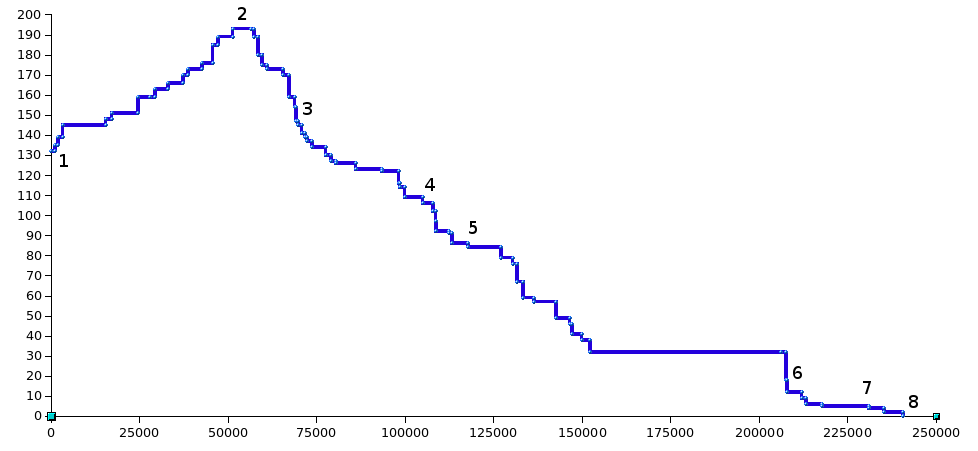
Höhenprofil des Kanals in Metern. Die Höhe des Étang de Thau ist gleich Null gesetzt. Die Entfernung ist ab Toulouse (1) in Metern angegeben. (2) Scheitelhaltung, (3) Castelnaudary, (4) Carcassonne, (5) Trèbes, (6) Béziers, (7) Agde, (8) Étang de Thau

### Koordinaten
- Ausgangspunkt des Kanals: 43° 36′ 40″ N, 1° 25′ 6″ O
- Scheitelhaltung (Bassin Naurouze): 43° 21′ 9,4″ N, 1° 49′ 17,1″ O
- Endpunkt des Kanals: 43° 20′ 23″ N, 3° 32′ 19″ O

### Durchquerte Départements
- in der Region Okzitanien: Haute-Garonne, Aude | Hérault

### Wichtige Städte am Kanal
Toulouse | Castelnaudary | Bram | Carcassonne | Trèbes | Capestang | Béziers | Agde

## Schleusenfolge
Im Folgenden wird der Verlauf des Kanals über seine Schleusen (Stand 2006) dargestellt, beginnend an seinem westlichen Ende. Dabei wird der Name der Schleuse angegeben, gefolgt von der Anzahl der Staustufen dieser Schleuse und der von ihr überwundenen Höhe (alle Stufen; + =aufwärts, - =abwärts). Es folgt die Entfernung der Schleuse vom Anfangspunkt des Wasserweges. Besonderheiten sind unter Anmerkungen beschrieben.
| Schl.-Name      | Stufen | Hub      | km   | Anmerkungen                           |
| --------------- | ------ | -------- | ---- | ------------------------------------- |
|                 | -      | -        | 0,0  | Anschluss Canal latéral à la Garonne  |
| Béarnais        | 1      | 2,62 m   | 0,8  |                                       |
| Minimes         | 1      | 4,43 m   | 1,8  |                                       |
| Bayard          | 1      | 6,20 m   | 3,4  |                                       |
| Castanet        | 1      | 4,98 m   | 15,5 |                                       |
| Vic             | 1      | 2,37 m   | 17,2 |                                       |
| Montgiscard     | 1      | 3,82 m   | 24,7 |                                       |
| Ayguesvives     | 1      | 4,44 m   | 27,9 | bis hier: Länge für Freycinet-Péniche |
| Sanglier        | 2      | 3,73 m   | 29,4 |                                       |
| Négra           | 1      | 4,00 m   | 33,1 |                                       |
| Laval           | 2      | 5,48 m   | 37,3 |                                       |
| Gardouch        | 1      | 2,12 m   | 38,7 |                                       |
| Renneville      | 1      | 2,44 m   | 42,8 |                                       |
| Encassan        | 2      | 4,85 m   | 45,6 |                                       |
| Emborrel        | 1      | 3,08 m   | 47,2 |                                       |
| Océan           | 1      | 2,62 m   | 51,3 | Scheitelhaltung im Oberwasser         |
| Méditerranée    | 1      | – 2,58 m | 56,4 | Scheitelhaltung im Oberwasser         |
| Roc             | 2      | – 5,58 m | 57,2 |                                       |
| Laurens         | 3      | – 6,78 m | 58,4 |                                       |
| Domergue        | 1      | – 2,24 m | 59,6 |                                       |
| La Planque      | 1      | – 2,63 m | 60,8 |                                       |
| Saint Roch      | 4      | – 9,42 m | 65,4 |                                       |
| Gay             | 2      | – 5,23 m | 67,0 |                                       |
| Vivier          | 3      | – 7,23 m | 68,6 |                                       |
| Guillermin      | 1      | – 2,83 m | 69,1 |                                       |
| Saint Sernin    | 1      | – 2,46 m | 69,6 |                                       |
| Guerre          | 1      | – 2,40 m | 70,6 |                                       |
| Peyruque        | 1      | – 2,02 m | 71,7 |                                       |
| La Criminelle   | 1      | – 3,11 m | 72,2 |                                       |
| Tréboul         | 1      | – 3,19 m | 73,5 |                                       |
| Villepinte      | 1      | – 3,05 m | 77,3 |                                       |
| Sauzens         | 1      | – 2,14 m | 79,0 |                                       |
| Bram            | 1      | – 2,98 m | 80,3 |                                       |
| Béteille        | 1      | – 2,25 m | 85,8 |                                       |
| Villesèquelande | 1      | – 2,47 m | 93,3 |                                       |

| Schl.-Name      | Stufen | Hub       | km    | Anmerkungen                                                                      |
| --------------- | ------ | --------- | ----- | -------------------------------------------------------------------------------- |
| Lalande         | 2      | – 5,82 m  | 98,2  |                                                                                  |
| La Douce        | 1      | – 2,71 m  | 99,9  |                                                                                  |
| Carcassonne     | 1      | – 3,32 m  | 105,0 |                                                                                  |
| Saint Jean      | 1      | – 2,71 m  | 107,8 |                                                                                  |
| Fresquel Double | 2      | – 5,66 m  | 108,6 |                                                                                  |
| Fresquel Simple | 1      | – 2,53 m  | 108,7 |                                                                                  |
| Évêque          | 1      | – 3,19 m  | 112,5 |                                                                                  |
| Villedubert     | 1      | – 2,82 m  | 113,2 |                                                                                  |
| Trèbes          | 3      | – 7,89 m  | 117,9 |                                                                                  |
| Marseillette    | 1      | – 3,70 m  | 127,1 |                                                                                  |
| Fonfile         | 3      | – 8,73 m  | 130,2 |                                                                                  |
| Saint Martin    | 2      | – 5,61 m  | 131,4 |                                                                                  |
| Aiguille        | 2      | – 5,47 m  | 133,2 |                                                                                  |
| Puichéric       | 2      | -4,63 m   | 136,2 |                                                                                  |
| Jouarres        | 1      | – 3,62 m  | 142,5 |                                                                                  |
| Homps           | 1      | – 3,14 m  | 146,2 |                                                                                  |
| Ognon           | 2      | – 5,81 m  | 146,9 |                                                                                  |
| Pechlaurier     | 2      | – 4,63 m  | 149,7 |                                                                                  |
| Argens          | 1      | – 2,41 m  | 152,2 |                                                                                  |
|                 | -      | -         | 168,1 | Abzweigung des Canal de Jonction                                                 |
|                 | -      | -         | 197,8 | Tunnel von Malpas (160 m lg.)                                                    |
| Fonserannes     | 6      | − 13,60 m | 205,6 | Wasserkeilhebewerk Fonserannes, außer Betrieb                                    |
|                 | -      | -         | 206,8 | Kanalbrücke Béziers über den Orb (198 m lg.)                                     |
| Orb             | 1      | – 6,19 m  | 207,1 | ab hier: Länge für Freycinet-Péniche                                             |
| Béziers         | 1      | – 4,24 m  | 207,6 |                                                                                  |
| Ariège          | 1      | – 2,16 m  | 211,5 |                                                                                  |
| Villeneuve      | 1      | – 2,05 m  | 212,9 |                                                                                  |
| Portiragnes     | 1      | – 2,23 m  | 217,3 |                                                                                  |
|                 | -      | -         | 225,0 | Hochwasserdurchlass des Libron                                                   |
| Agde            | 1      | 0,44 m    | 230,5 | Rundschleuse max. Hub (abh. vom Hérault-Pegel) Nebenanschluss (3. Tor) nach Agde |
|                 | -      | -         | 231,5 | Querung des Flusses Hérault                                                      |
| Prades          | 1      | – 0,44 m  | 233,0 | max. Hub (abh. vom Hérault-Pegel)                                                |
| Bagnas          | 1      | – 1,51 m  | 234,3 |                                                                                  |
|                 | -      | -         | 240,1 | Einmündung in den Étang de Thau                                                  |

## Filme
- Der Canal du Midi. Dokumentarfilm, Deutschland, 2011, 43 Min., Buch und Regie: Susanne Gebhardt, Kamera: Norbert Bandel, Produktion: Sehmannsklub Filmproduktion, arte, SWR, Reihe: Länder – Menschen – Abenteuer, Erstsendung: 8. Juli 2011 bei arte, Inhaltsangabe von ARD.

- Canal du Midi. Wo Schiffe klettern müssen. Dokumentarfilm, Deutschland, 2001, 14:43 Min., Buch und Regie: Gisela Mahlmann, Kamera: Hans Jürgen Grundmann, Produktion: SWR, Reihe: Schätze der Welt, Filmtext & Video, u. a. mit einer kleinen Chronologie der Bauetappen.

- Canal du Midi. Une découverte inédite et interactive. Dokumentarfilm, Frankreich, 2009, 65 Min., Philippe Calas und Christian Salès, DVD – französisch, okzitanisch, englisch, spanisch, deutsch, italienisch, mit 1 m langer Karte (ältester Detailplan des Kanals)